# Нюрнберг
Ню́рнберг (нем. Nürnberg [ˈnʏɐ̯nˌbɛɐ̯k], бав. Niamberg, в.-франк. Nämberch, произношениео файле) — город в Германии, расположенный на севере центральной части Баварии, на реке Пегниц. Нюрнберг является вторым по численности городом Баварии (после Мюнхена) и 14-м по Германии (535 939 чел. по данным на январь 2019 года). Крупнейший экономический и культурный центр Франконии и её негласная столица.
Нюрнберг образует вместе с городами Фюрт, Швабах и Эрланген агломерацию, являющуюся основой среднефранконского региона. Близлежащие города (кроме Фюрта и Эрлангена) — Ингольштадт, 90 км южнее, Регенсбург, 107 км восточнее и Вюрцбург, 110 км северо-западнее. Мюнхен находится в 170 км к югу, Штутгарт в 200 км к юго-западу и Франкфурт-на-Майне в 225 км к северо-западу.
Численность населения Нюрнберга перешагнула в 1880 году черту в 100 тыс. жителей, благодаря чему Нюрнберг перешёл в категорию крупных городов, а в 1910 году население достигло 333 тыс. человек.
Регион Нюрнберга с его почти двумя миллионами населения, 10 тыс. км² площади и вкладом в валовой национальный продукт в размере 50 миллиардов евро относится к экономически сильнейшим регионам Германии.
Неформальные титулы и прозвища Нюрнберга — «Сокровищница Германской империи», «Дюрерштадт», «Мейстерзингерштадт», «город Кристкиндльсмаркта», город игрушек, пряников «лебкухен» и колбасы «братвурст».

## Название и герб

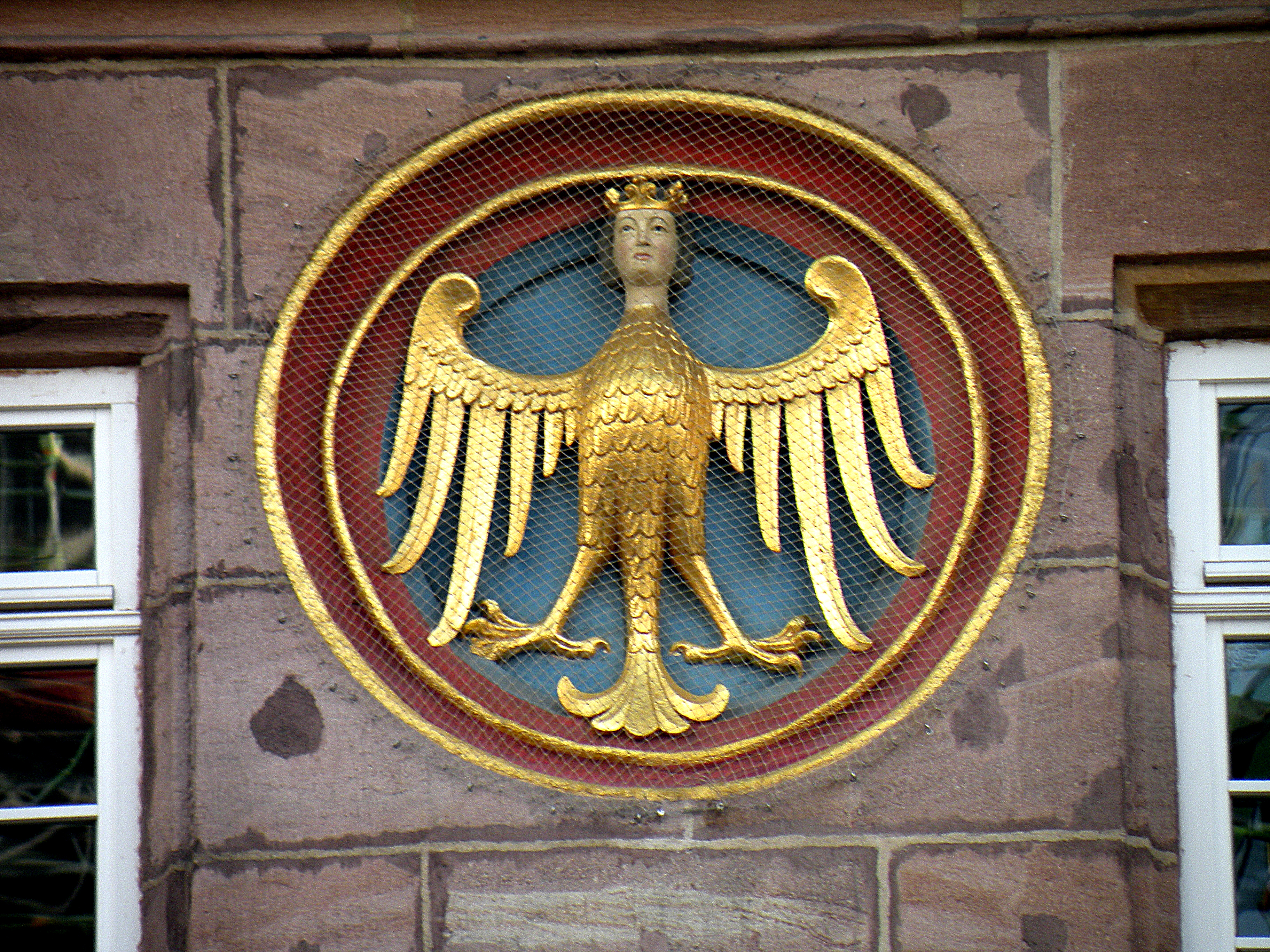
Птица Норис — символ Нюрнберга

Существует несколько версий того, как возникло название Нюрнберг. Наиболее вероятно, что оно происходит от слова «nor» (каменная скала или скалистый утёс). На этой скале был построен замок, с которого началась история города. Впоследствии корень «nor» закрепился в названии замка и поселения вокруг него. Существует также теория, что название города может происходить от имени Noro.
В начале XVI века гуманист Гесс придумал эпитет Noris amoena (прелестный Норис). При этом он опирался на латинские названия Нюрнберга, которые встречались в летописях — Noricum и Norimberg. Врач Иоганн Гельвиг в 1650 году использовал это слово в одном из своих стихотворений, придумав нимфу по имени Норис. С тех пор она часто изображается как символ города.

## География
Нюрнберг расположен по обоим берегам реки Пегниц, которая берёт начало в 80 км к северо-востоку от города, протекает через него с востока на запад на протяжении 14 км (на территории старого города река разбита на участки, разделённые плотинами) и, покидая город в пределах Фюрта и сливаясь с рекой Редниц, образует реку Регниц.
Площадь города составляет 186,6 км². На западе Нюрнберг территориально соединился с полностью самостоятельным в административном отношении соседним городом — Фюртом. Города соединяет линия метро, проходящая по трассе первой в Германии железной дороги.
К северу от города находится довольно плоская и плодородная «Чесночная земля» (нем. Knoblauchsland), там же расположен и аэропорт Нюрнберга.
Северную границу старого города образует крепостная гора с городской крепостью Бург.

## Традиции
- Главной визитной карточкой Нюрнберга является Рождественский рынок (нем. Christkindlesmarkt). Центральные площади города заполняются многочисленными палатками, торговыми рядами, ярмарочными площадками, и праздник длится 3—4 недели до Рождества. В это время Нюрнберг посещают 2 миллиона туристов.
- Всемирной известностью пользуются нюрнбергские игрушки. Именно Нюрнберг был центром ремесленного производства игрушек в средневековой Европе и новаторским центром их массового промышленного производства позднее. Об этом напоминают Музей игрушек[нем.] и крупнейшая в мире международная выставка игрушек и игр Spielwarenmesse International Toyfairn Nürnberg.
- К городским специалитетам относятся нюрнбергские пряники и нюрнбергские колбаски (братвурст, нем. Bratwürstchen).
- В городе в конце мая проводится традиционный праздник иллюминации «Голубая ночь» (Die Blaue Nacht).
- Весной по городу организовывается театрализованное шествие в Розенмонтаг (Розенмонтагцуг).

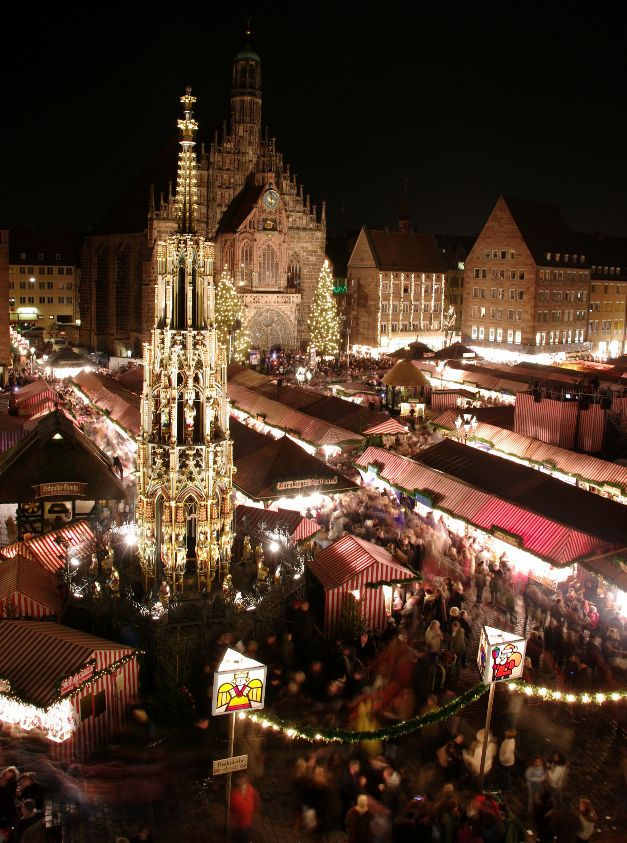
Рождественский базар на Рыночной площади (2008)
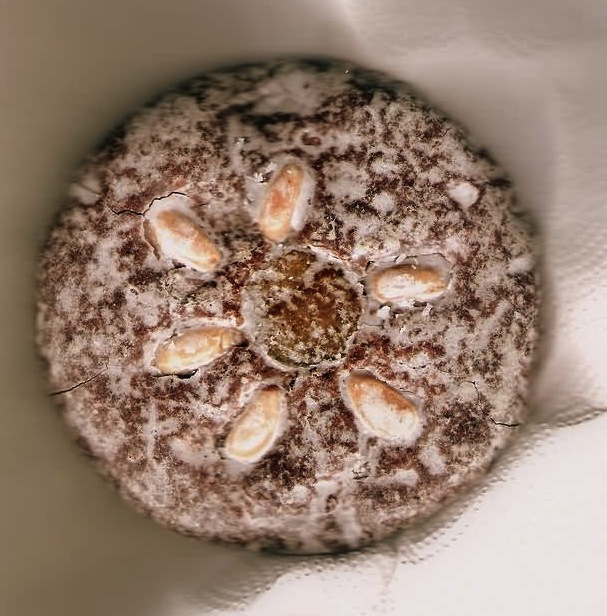
Нюрнбергский пряник
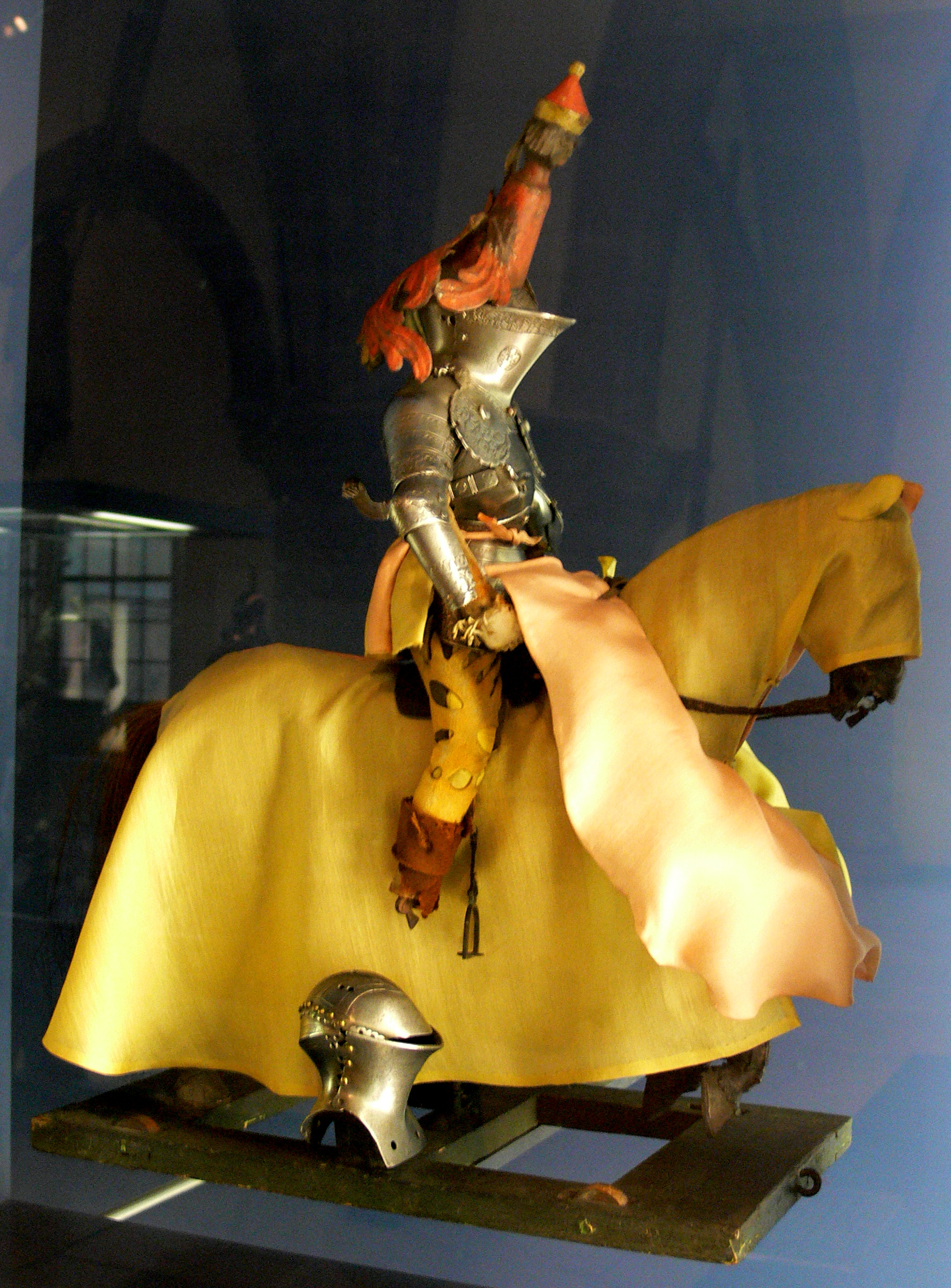
Копия средневековой нюрнбергской игрушки

## История
Самое старое поселение на современной территории города — Гросгрюндлах — впервые упомянуто в 1021 году. Известно, что император Конрад II из Салической династии построил королевский двор на левом берегу реки Пегниц в районе современного городского центра. В середине XI века на высокой скале уже на правом берегу реки начинает возводиться замок с представительным залом. На землях южнее замка селились служители замка и торговцы, образуя основу будущего города.
Город под именем «Noerenberg» или «Nuorenberc» («Скалистая гора») впервые упоминается 16 июля 1050 года, в связи с освобождением кайзером Генрихом III крепостной девушки Сигены. Но результаты раскопок говорят о том, что поселение на месте современного Нюрнберга было значительно раньше 1000 года.
Благодаря стратегически выгодному расположению на скалистом холме, доминирующем над достаточно плоской равниной, Нюрнбергская крепость стала укреплённой резиденцией немецких королей и имела большое значение для всей Священной Римской империи.

### Время бургграфов

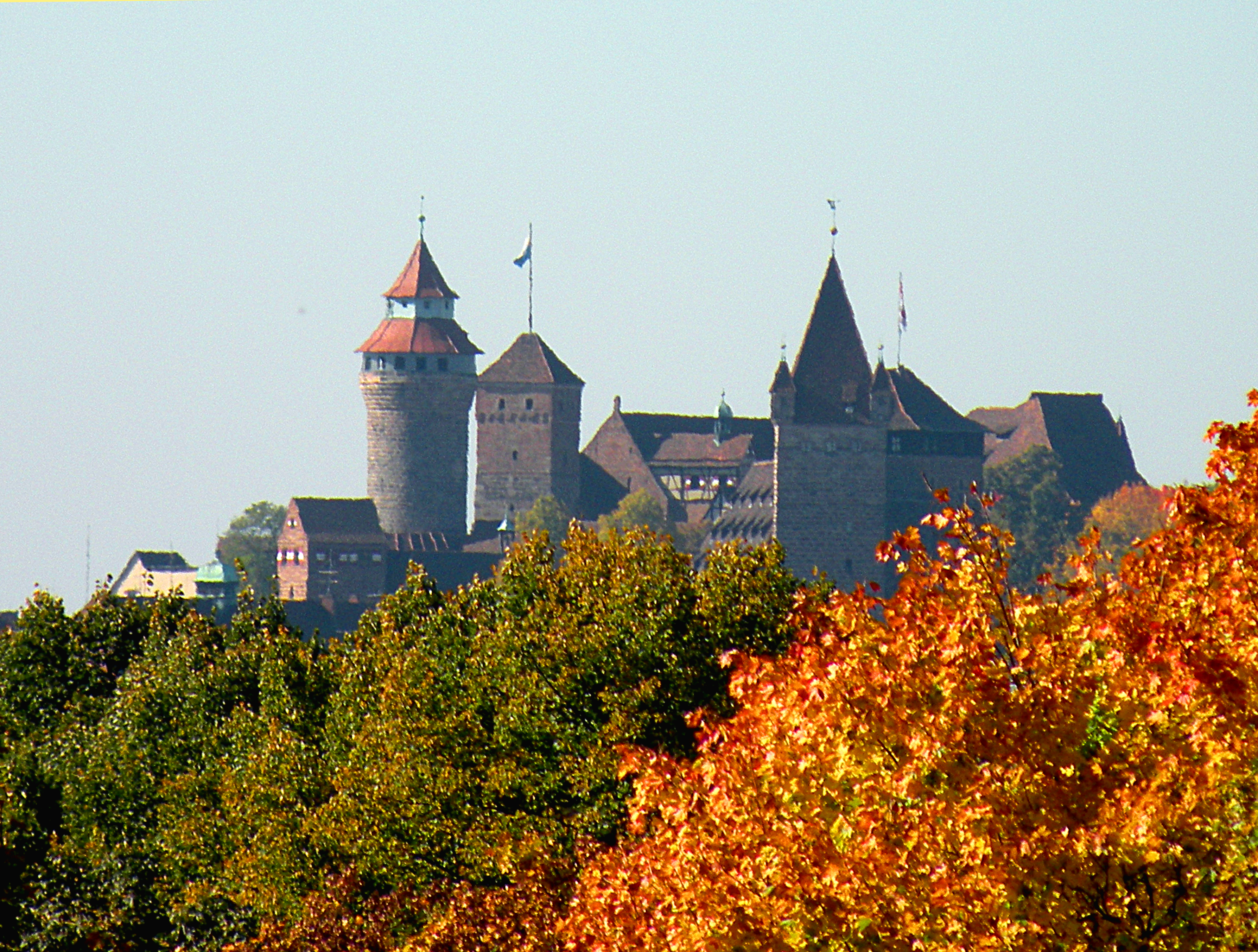
Вид на Бург с горы Рехенберг

В 1105 году замок и город пострадали от военных действий в конфликте короля Генриха IV и его восставшего сына Генриха V. Замок был передан в управление и наследственное владение семье фон Раабс с титулом бургграфа нюрнбергского.
При Конраде III, в 1140 году началось расширение крепости путём пристройки нового замка, завершённое в 1180 году императором Фридрихом I Барбароссой. При Фридрихе Барбароссе этот замок становится одной из императорских временных резиденций. В документе 1181 года Фридрих именует Нюрнберг «нашим городом».
В 1191—1192 годах граф Фридрих III фон Гогенцоллерн посредством женитьбы на наследнице рода фон Раабс получает титул бургграфа Нюрнберга под именем Фридриха I. При Гогенцоллернах напряжённость в отношениях между бургграфами и администрацией города постоянно нарастала. Одним из этапов роста напряжённости была передача бургграфам судебной власти в городе королём Рудольфом I Габсбургом в 1273 году, что послужило причиной острого противостояния.
Ещё одной причиной для возрастающего значения города были паломничества к мощам святого Зебальда, жившего отшельником в лесу у Нюрнберга и умершего в приблизительно в 1070 году. Над его гробом в 1230—1273 годах была построена первая большая церковь города.
В 1219 году Кайзер Фридрих II даровал Нюрнбергу права имперского города (нем. Reichsstadt), и Нюрнберг стал непосредственно подчинённым императору. Вскоре он стал самым крупным торговым центром Франконии и к началу XVI века достиг своего хозяйственного и культурного расцвета.
В 1332 году император Людвиг Баварский дарует право жителям города вести беспошлинную торговлю в 70 городах империи. В 1348—1349 годах городские патриции успешно подавляют волнения в среде городских ремесленников.
В 1349 году в городе происходит грандиозный пожар, связанный с отказом некоторой части населения еврейского гетто освободить место для устройства городского рынка. Это место представляло собой осушенную евреями болотистую территорию. Разрешение на снос еврейского квартала дал император. По некоторым источникам он сделал это по наущению евреев Праги, опасавшихся конкуренции. При пожаре погибло 562 человека из полутора тысяч населения этого места.

В 1356 году император Карл IV издаёт в Нюрнберге важнейший имперский свод законов «Золотую буллу», в котором среди прочего регламентируются выборы короля. В качестве выборщиков выступают семь курфюрстов. Вновь избранный император должен проводить первое заседание правительства в Нюрнберге. За свою жизнь Карл IV посетил Нюрнберг 52 раза. 

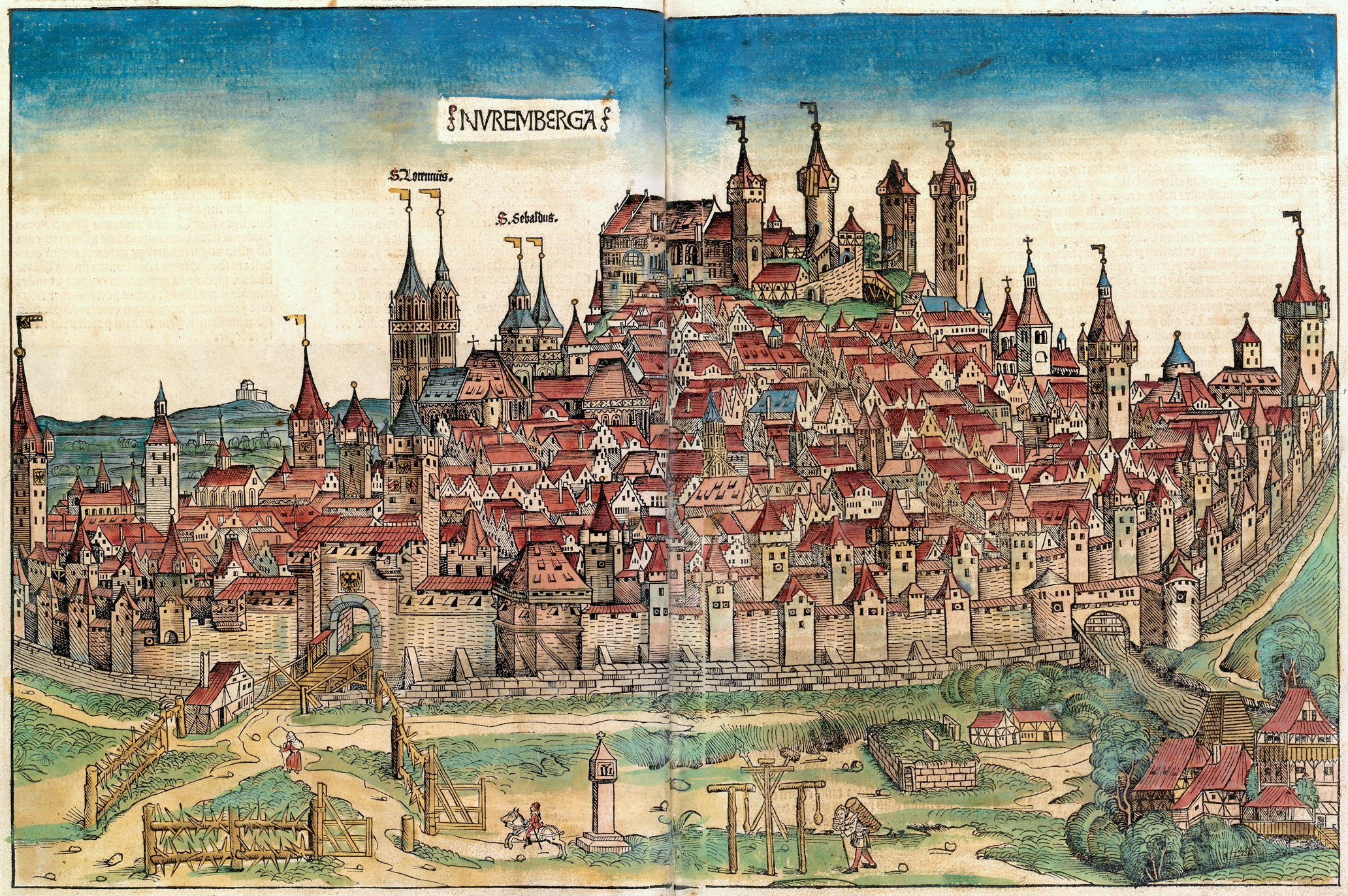
Вид города из «Нюрнбергской хроники» (1493)

В 1377 году горожане строят башню Люгинсланд специально для контроля событий на дворе бургграфа. Одновременно строятся стены вокруг города также, не в последнюю очередь, для защиты от приобретавших всё большее могущество бургграфов из рода Гогенцоллернов. Около 1400 года закончена постройкой последняя крепостная стена, сохранившаяся до сих пор. В 1452 году закончена постройка рва.
В 1420 году конфликт бургграфа Фридриха VI, ставшего курфюрстом Бранденбургским, с баварским герцогом Людвигом VII, который был в союзе с городом, привёл к тому, что военный наместник герцога Христоф Лаймингер дотла сжёг замок бургграфов, находившийся рядом с Кайзербургом. В 1427 году маркграф Фридрих Бранденбургский продаёт городу своё разорённое владение (бургграфский замок с лесными угодьями) вместе с правом на титул бургграфа за 120 000 гульденов.
В 1424 году младший сын Карла IV император Сигизмунд издаёт постановление о том, что имперские регалии будут вечно храниться в Нюрнберге, что и было до 1796 года, когда они под угрозой французского вторжения были перевезены в Вену.
На 1449—1453 годы пришлась Первая маркграфская война: маркграф Альбрехт Бранденбург-Ансбахский, сын Фридриха VI Гогенцоллерна, утверждённого маркграфом Бранденбурга, пытается вернуть обратно семейные владения и безрезультатно штурмует город войском, состоящим из 7000 человек.

### Золотой век Нюрнберга

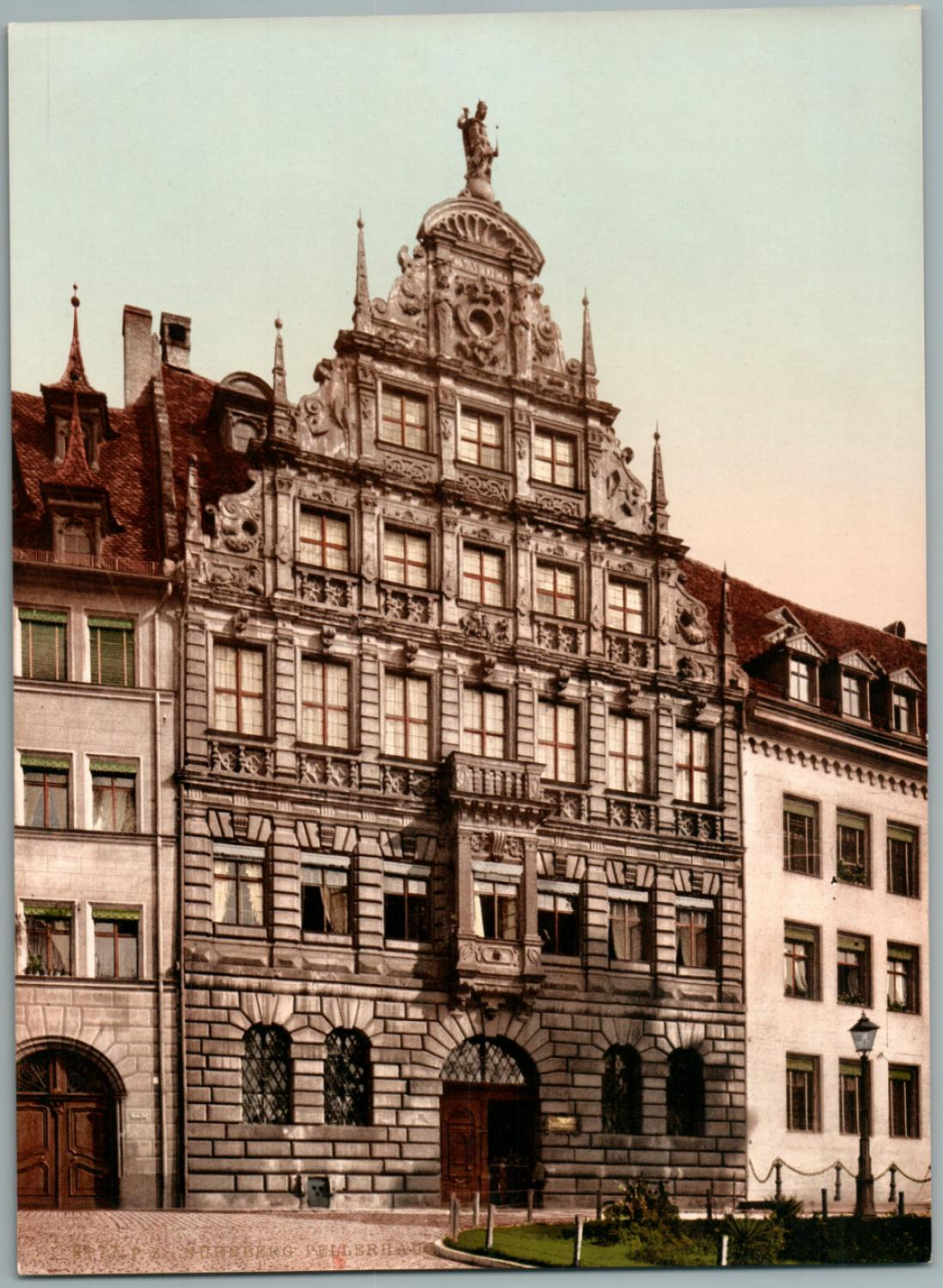
Дом Мартина Пеллера (1590-е гг., погиб в 1945 г.)

С 1470 года Нюрнберг вступает в период хозяйственного и культурного расцвета, который продолжался до середины XVI века. По итогам войны за ландсхутское наследство город раздвинул свои границы. Богатство нюрнбергских патрициев способствовало оживлённой художественной, культурной и интеллектуальной жизни. Нюрнберг был не только международным торговым центром, но и центром немецкого Возрождения, ремесленной и художественной столицей центральной Европы. В 1526 году здесь открывается академия, которая в 1575 году была перенесена в соседний Альтдорф (см. Альтдорфский университет). В 1543 г. в типографии Петреуса увидел свет революционный труд Коперника «О вращении небесных сфер».
В эти годы в Нюрнберге работал один из самых известных его жителей — художник Альбрехт Дюрер. Сегодня в честь Дюрера названы улица, площадь, пивные, аптеки и гимназия, а также об эпохе художника напоминают несколько памятников, расположенных в Старом городе. Международный аэропорт Нюрнберга также носит имя Дюрера. Одновременно с Дюрером в Нюрнберге творили прославленные ваятели Фейт Штос и Адам Крафт, литейщик Петер Фишер, печатник Антон Кобергер, ювелир Венцель Ямницер, гуманист Виллибальд Пиркгеймер, поэт-сапожник Ганс Сакс и органист Конрад Пауман. В Нюрнберге Петер Хенляйн изобрёл карманные часы, а Мартин Бехайм — глобус.
В 1525 году в результате Реформации город становится лютеранским. Реформация в городе проходит по сравнению с соседними городами сравнительно спокойно. Хотя монастыри (за исключением одного) распускаются, но в церквях до сего времени сохраняются следы католического ритуса. В 1543 году в городе состоялся последний имперский съезд.
В 1552—1554 годы произошла Вторая маркграфская война: маркграф Альбрехт Бранденбург-Кульмбахский безрезультатно осаждает город и разоряет окрестности. Город вступает в полосу хозяйственного упадка, а его население падает вдвое. В 1561 году в небе над Нюрнбергом наблюдалось необъяснённое астрономическое явление, в котором видели предвестие грядущих бедствий.

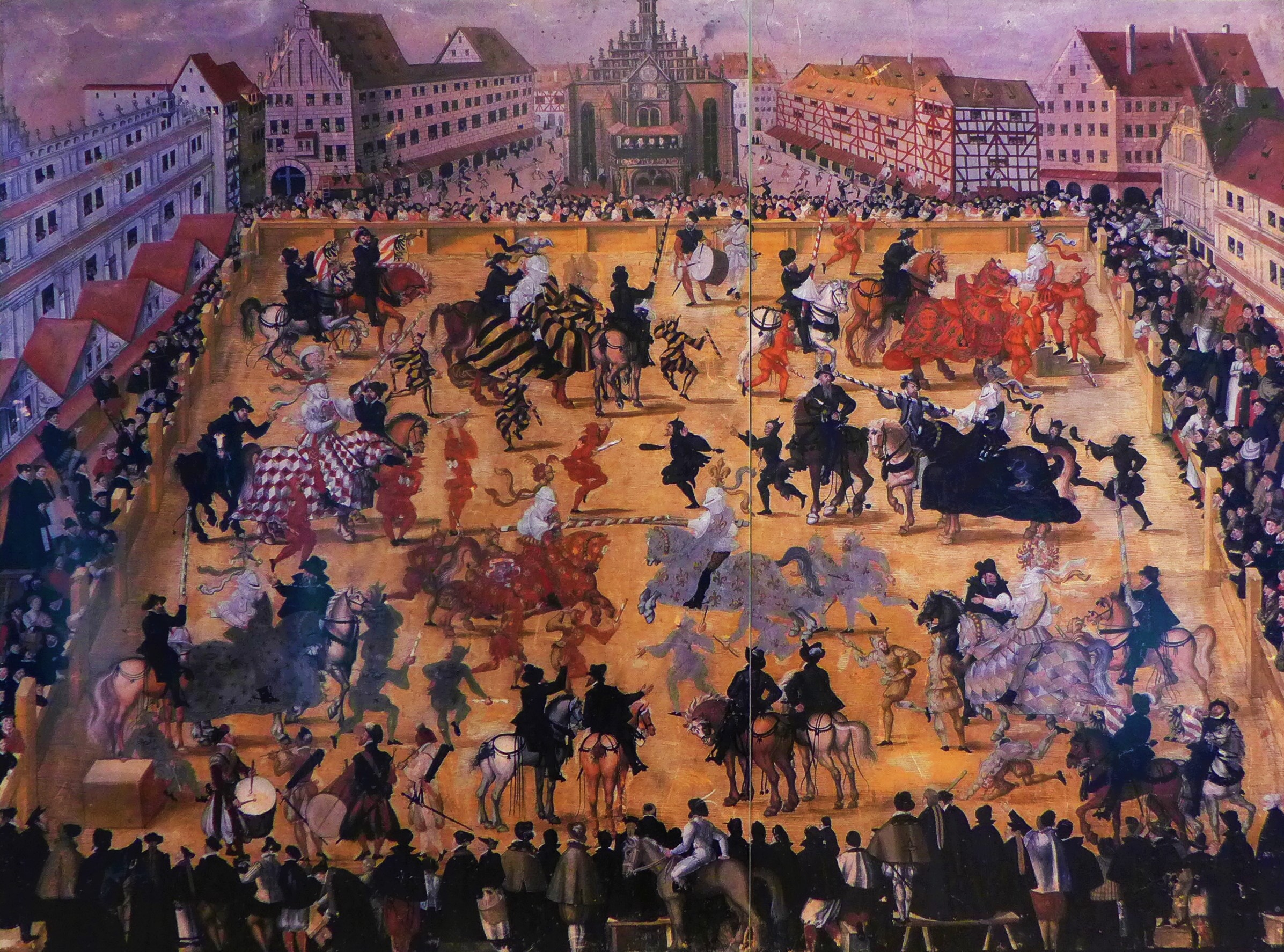
Турнир патрициев на Ратушной площади (1561)

Во время Тридцатилетней войны 1618-48 гг. Нюрнберг сохранял нейтралитет, откупаясь от проходивших мимо армий. В результате этих трат город входит в неоплатные долги, что усугубляет экономические проблемы. В 1632 г. оккупированный шведами Нюрнберг осадил сам Валленштейн. Через 17 лет в зале городской ратуши состоялся торжественный обед в ознаменование окончания Тридцатилетней войны.

### После роспуска Священной Римской империи
В 1806 году Наполеон, распустив Священную Римскую империю, отдал Нюрнберг Баварии как награду за её поддержку в войне против Австрии. В 1835 году между Нюрнбергом и Фюртом строится первая немецкая железная дорога. С этого времени Нюрнберг постепенно превращается в индустриальный центр.
В 1834—1846 годах через Нюрнберг было проложено чудо строительного искусства того времени — Людвигов канал длиной в 177 км. Правда, уже через 18 лет в связи с интенсивным развитием железнодорожной сети канал практически полностью утратил своё хозяйственное значение.
В годы нацистской диктатуры Нюрнберг стал на 10 лет идеологическим центром нацизма (нем. Stadt der Reichsparteitage) и местом появления антисемитских «Нюрнбергских законов» и последовавшего за этим Нюрнбергского процесса 1945—1949 гг.

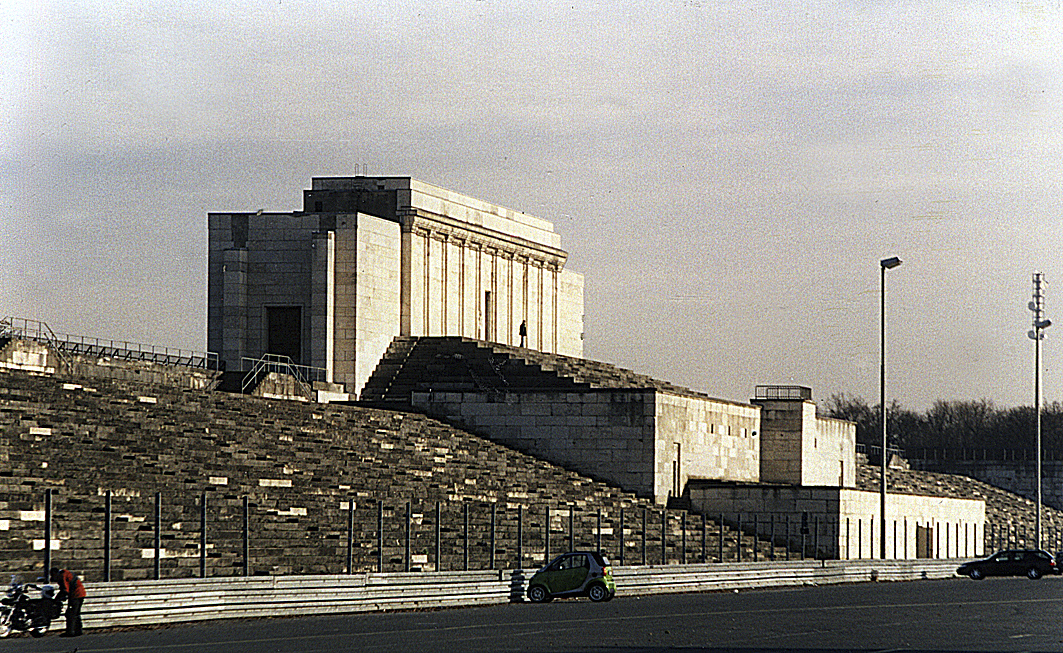
Архитектура периода нацистской Германии. Цеппелинтрибуна

В 1927 году в Нюрнберге состоялся первый съезд Национал-социалистической рабочей партии (НСДАП), так как Гитлер считал, что готическая архитектура Нюрнберга наиболее полно воплощает германскую культуру. Главным местом действия были расположенные на окраине города Арена Луитпольда — площадь для демонстраций, вмещавшая до 150 000 человек, и Зал Луитпольда вместимостью до 16 000 человек, в котором проходили собрания. По проекту Альберта Шпеера в этом районе должен был быть создан грандиозный комплекс, предназначенный для проведения партийных съездов. Выстроенные там колоссальные постройки засняты в фильме Лени Рифеншталь «Триумф воли» и др. После войны здесь была устроена уличная гоночная трасса Норисринг, которая используется для проведения различных соревнований на скорость, привлекающих множество зрителей.
В 1935 году издаются Нюрнбергские расовые законы, окончательно исключившие евреев из жизни немецкого общества. В 1938 году здесь происходит грандиозный (и последний) партийный съезд нацистов, в котором участвовало около одного миллиона человек. Во время бомбардировки 2 января 1945 года было разрушено около 90 % старого города. Весной 1945 года город стал ареной ожесточённых уличных боёв между 7-й американской армией и оборонявшимися, которыми руководил Карл Хольц. Бои шли с 16 по 20 апреля. За отличие в городских боях двое военнослужащих американской 3-й пехотной дивизии были удостоены Медали Почёта.
Большая часть Старого города была реконструирована к 1966 году. В 1961 году основан Университет Эрлангена — Нюрнберга, в котором обучается около 21 000 студентов, что делает его вторым по величине университетом Баварии. В 1972 году открывается речной порт Нюрнберга на «Евроканале». В этом же году открывается первая линия городского метро.
В 2000 году город отметил своё 950-летие. В 2001 году в недостроенном Дворце съездов открывается Документальный центр территории партийных съездов НСДАП. В этом же году городу присуждается приз ЮНЕСКО «Воспитание прав человека». В 2006 году в городе проводятся матчи чемпионата мира по футболу. В 2007 году население города достигает 500 000 человек. В 2008 году начинается движение по автоматической линии метро, первой в Германии. В 2010 году открывается Мемориал Нюрнбергских процессов

.

## Население
По оценке на 31 декабря 2015 года население межрайонного города (городской общины) Нюрнберг составляет 509 975 чел. 

| Дата      | 1840  | 1871   | 1900   | 1925   | 1939   | 1950   | 1961   | 1970   | 1987   | 2011   |
| --------- | ----- | ------ | ------ | ------ | ------ | ------ | ------ | ------ | ------ | ------ |
| Население | 61973 | 104472 | 273830 | 400242 | 433381 | 379174 | 474709 | 504140 | 470943 | 486314 |

| Год       | 1960   | 1970   | 1980   | 1990   | 2000   | 2009   | 2010   | 2011   | 2012   | 2013   | 2014   | 2015   |
| --------- | ------ | ------ | ------ | ------ | ------ | ------ | ------ | ------ | ------ | ------ | ------ | ------ |
| Население | 478342 | 509644 | 484408 | 493692 | 488400 | 503673 | 505664 | 490085 | 495121 | 498876 | 501072 | 509975 |

## Достопримечательности

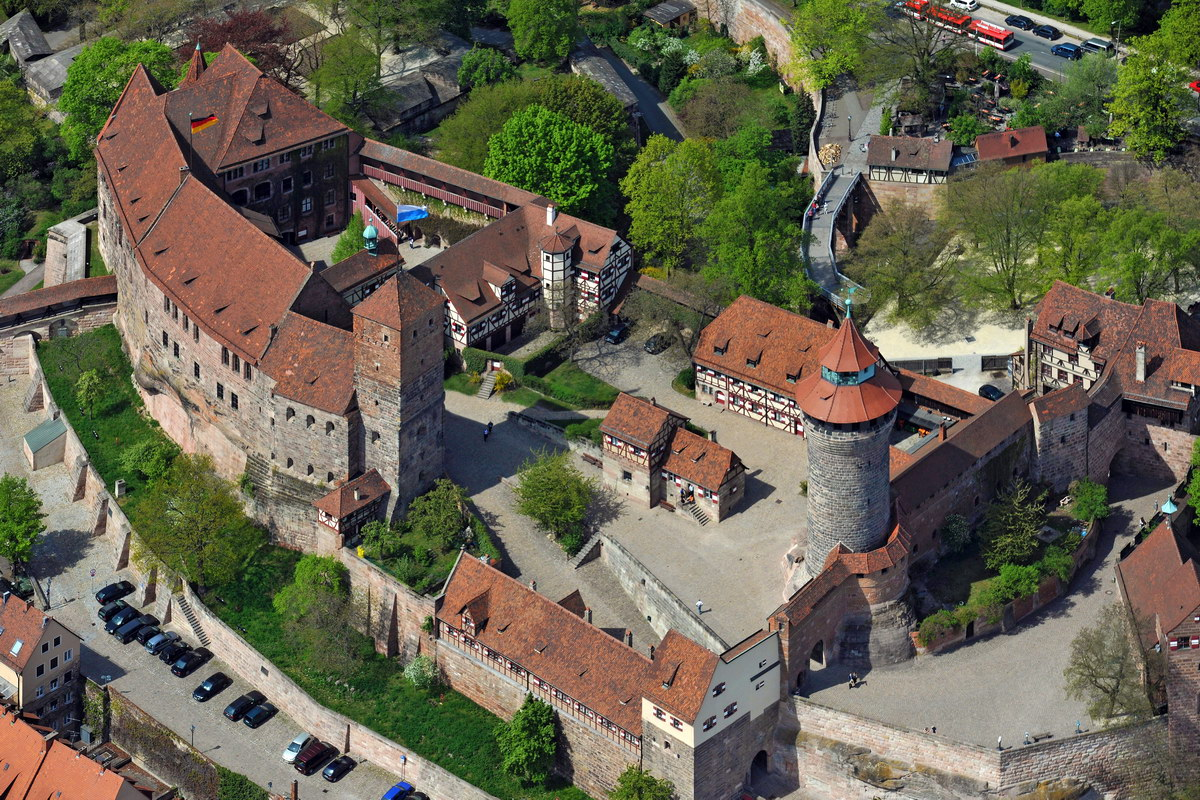
Общий вид крепости

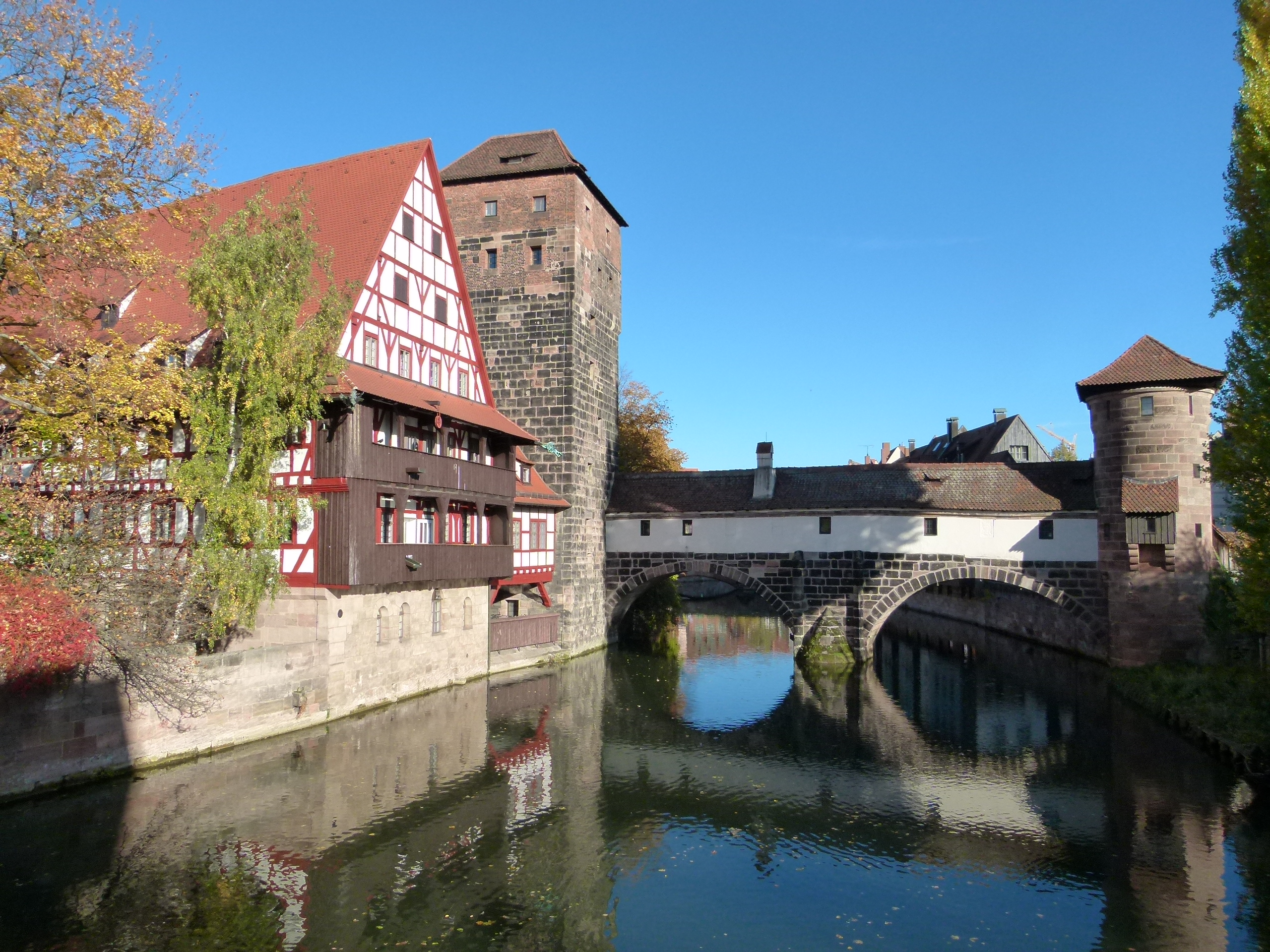
Хранилище для вина — одна из самых больших фахверковых построек Германии

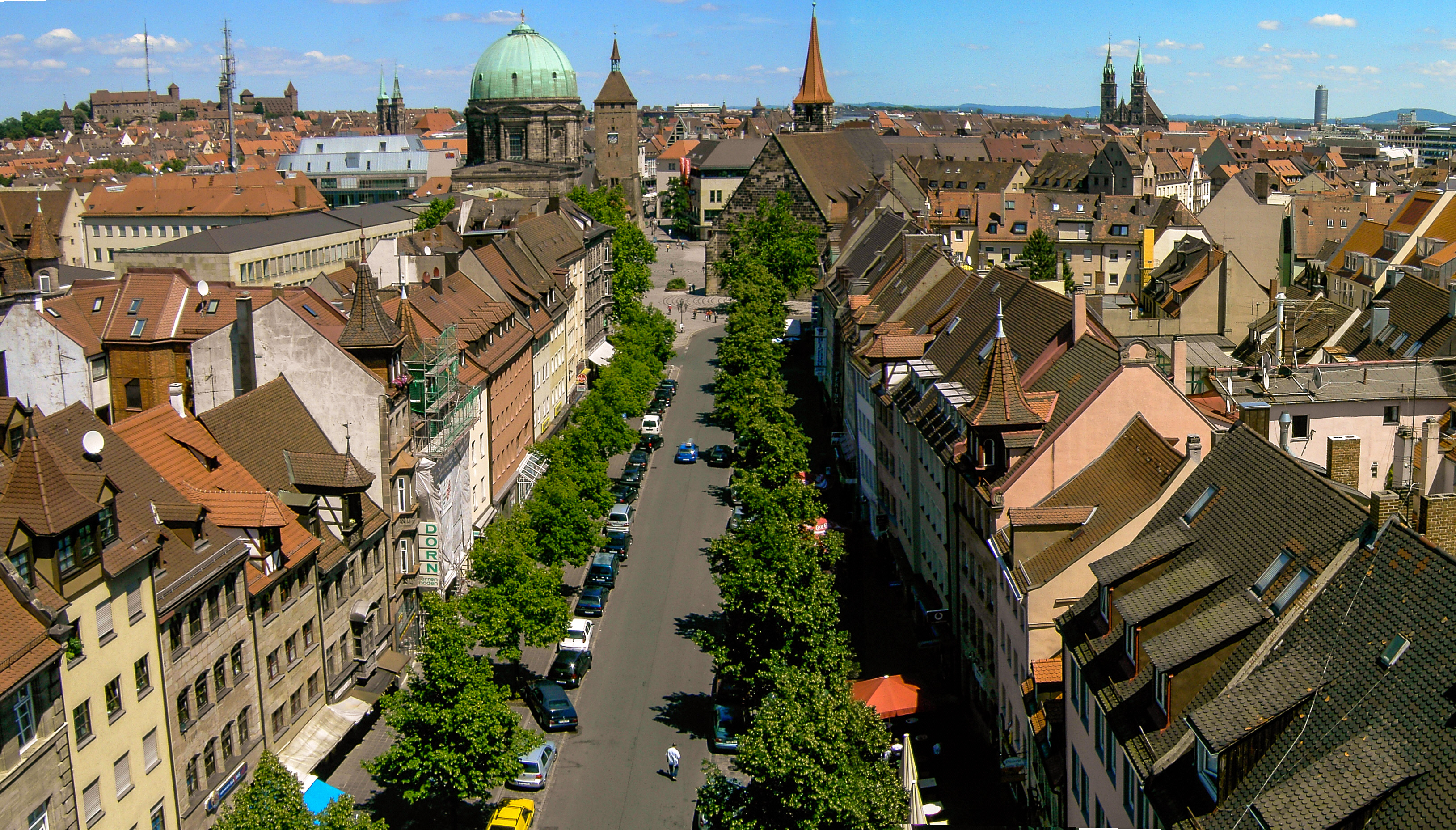
Людвигштрассе

Река разделяет старый город на северный Зебальдерштадт и южный Лоренцштадт. Хотя обе части города были разрушены во время Второй мировой войны более чем на 90 %, ключевые достопримечательности удалось восстановить из руин. Безвозвратно погибли многие богато декорированные бюргерские особняки (например, Топлера 1591—1600 гг. и Пеллера 1602-05 гг.). Лучше сохранился окраинный район Могельдорф, расположенный на востоке города, у горы Кирхберг.
Через Пегниц перекинуто несколько старинных мостиков, включая Мясной мост (1596-98) и пешеходный цепной мост 1824 года.
В XIX веке в связи с дальнейшей демократизацией городской жизни многие парки стали переходить из частного в общественное владение. К их числу относится Фаберпарк, парк у городского замка Хуммельштейн и т. д. В коллективном владении находятся составляющие особенность городского пейзажа своеобразные дачные участки, входящие в состав квартальной застройки.

### Укрепления
- Расположенная на скале Нюрнбергская крепость (Бург) состоит из императорского Кайзербурга (XII—XVI вв.) с 2-этажной капеллой в романском стиле и замка бургграфа (XII—XIV вв.)
- Стены Нюрнберга (XIII—XV вв.) с пятью проездными башнями (XIV—XVI вв.) — самая протяжённая городская стена в Центральной Европе[17]
- Водяная башня[нем.] (1320—1325)

### Церкви
- Церковь Святого Зебальда (XIII—XV вв., восстановлена к 1979 г.)
- Церковь Святого Лаврентия (XIII—XV вв., восстановлена к 1952 г.)
- Церковь Девы Марии на Ратушной площади (1352—1358, П. Парлерж)
- Церковь Святой Катарины (1297, в руинах)
- Средневековые храмы Св. Клары[нем.] (XIII в.), Св. Иакова[нем.] (XIII—XIV вв.), Св. Марты[нем.] (1385).
- Церковь Св. Эгидия (1711—1718, барокко)
- Церковь Святой Елизаветы (1785—1903, классицизм)

### Общественные и частные здания
- Ратуша (1332—1340, расширена в 1616-22, восстановлена в 1950-е)
- Богадельня Св. Духа[нем.] (1330-е, расширена в 1506—1511), до сих пор служащая домом престарелых
- Башенный дом Нассау[нем.] (ок. 1200, навершие 1430-е)
- Таможня[нем.] (1495, арх. Ганс Бехайм)
- Двор Вельзеров (1509-12)
- Хранилище для вина[нем.] (1446—1448)
- Зернохранилище[нем.] (1491)
- Типография Петреуса, где в 1543 году был напечатан труд Коперника «О вращении небесных сфер»
- Дом с мемориальной доской следующего содержания: «На этом месте стоял дом под именем „У золотого щита“, в котором император Карл IV в 1356 году продиктовал государственный закон, названный „Золотой буллой“». Разрушен 2 января 1945 года, восстановлен в 1952 году.
- Ремесленный двор[нем.]

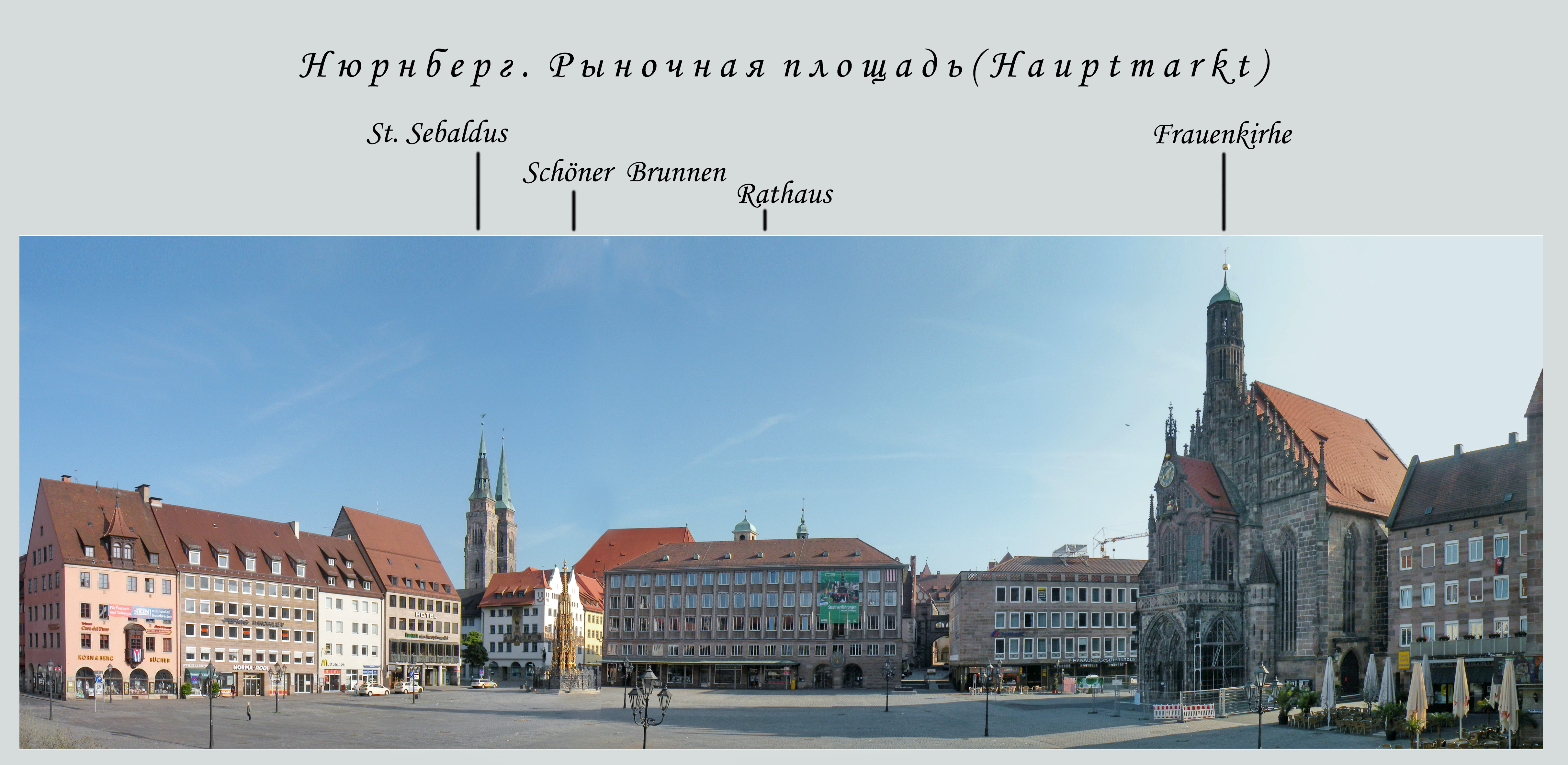
Рыночная площадь

Современная улица Эрленштегенштрассе во времена Карла IV (1347—1378) была дорогой на Прагу и называлась «Золотой улицей» или «Золотой дорогой» (нем. Goldene Strasse). В том месте, где начиналась граница с Новой Богемией (нем. Neuböhmen), и в память о ней в XV веке здесь была построена группа домов, игравших роль пограничной заставы. Здесь же была сооружена ферма для выращивания телят.

### Музеи
- Германский национальный музей — крупнейший исторический музей в Германии и крупнейший в мире музей истории германских народов.
- Дом-музей Дюрера (сер. XV в.)
- Музей истории Нюрнберга в доме Фембо[нем.] (1591—1600)
- Музей в особняке патрицианского семейства[нем.] Тухеров (1533)
- Музей игрушек
- Музей средств сообщения и связи
- Новый музей (NMN)

### Фонтаны
- «Прекрасный фонтан» (Schöner Brunnen) с 19-метровой готической пирамидой (1370-96, реконструкция 1899—1903; оригинал перенесён в Национальный музей)
- «Нептун[нем.]» — современная копия фонтана 1660-х гг., увезённого Павлом I в Петергоф
- «Фонтан добродетелей» (1584-89)
- «Человек с гусями[нем.]» (ок. 1540, скульптор Панкрац Лабенвольф)
- «Брачная карусель[нем.]» (1984, скульптор Юрген Вебер)
- «Корабль дураков» — работа скульптора Юргена Вебера по мотивам произведений Альбрехта Дюрера и Себастьяна Бранта

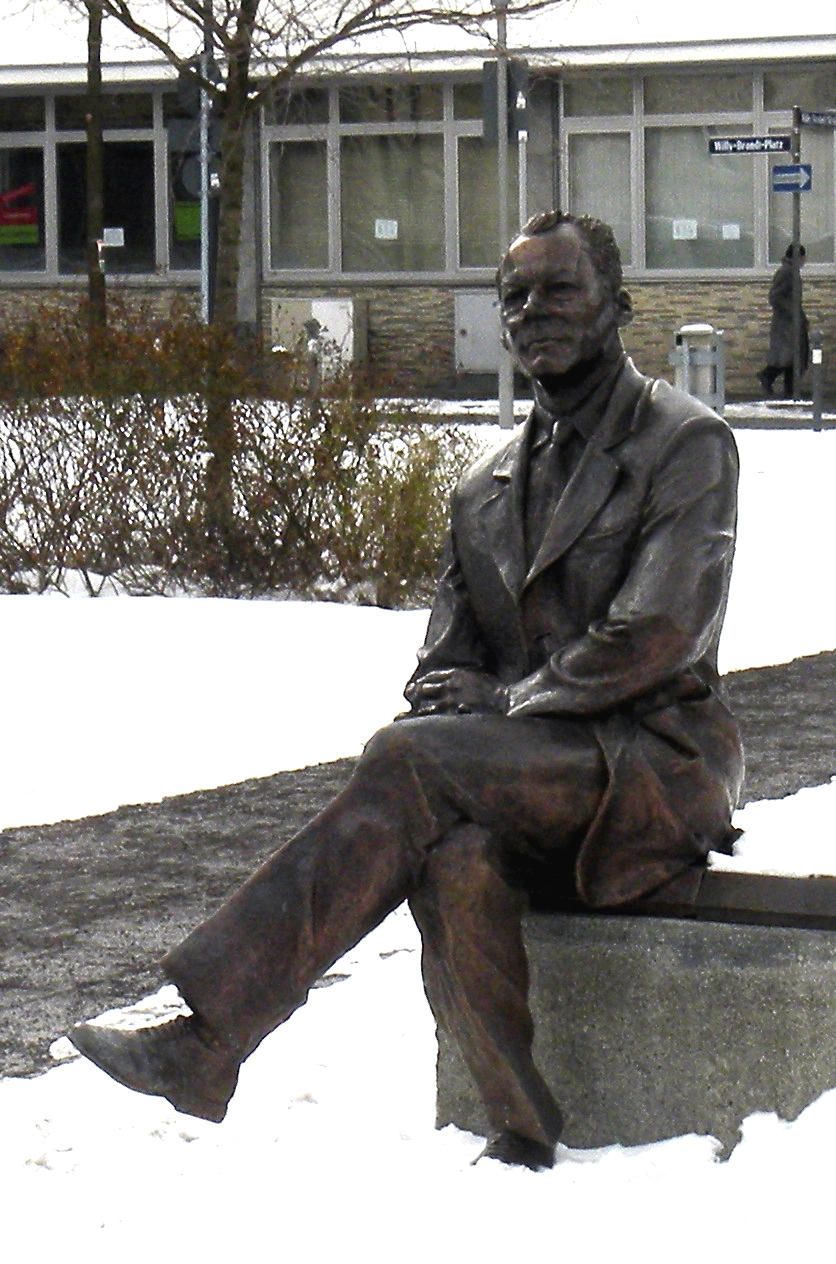
Вилли Брандт
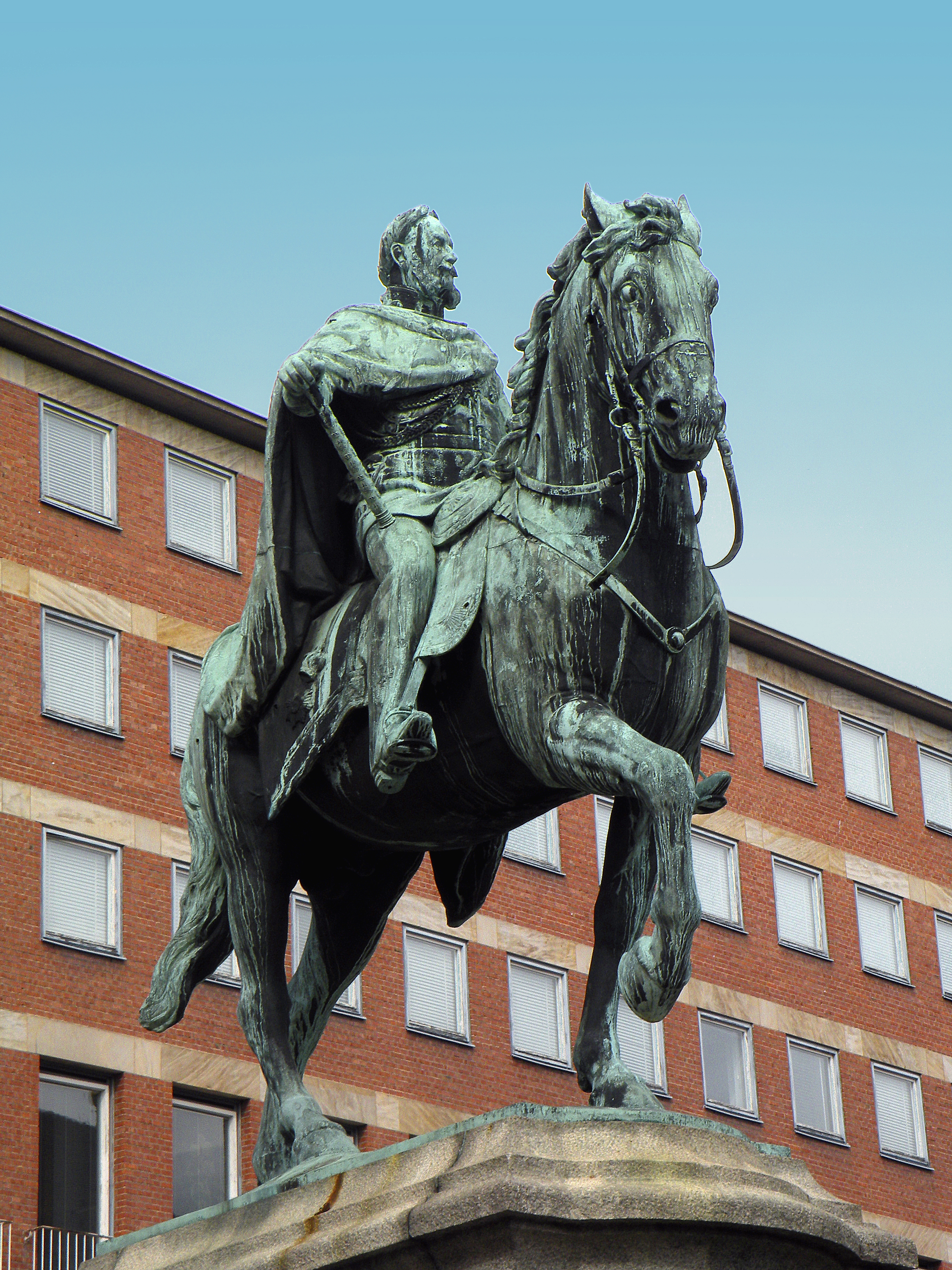
Вильгельм I
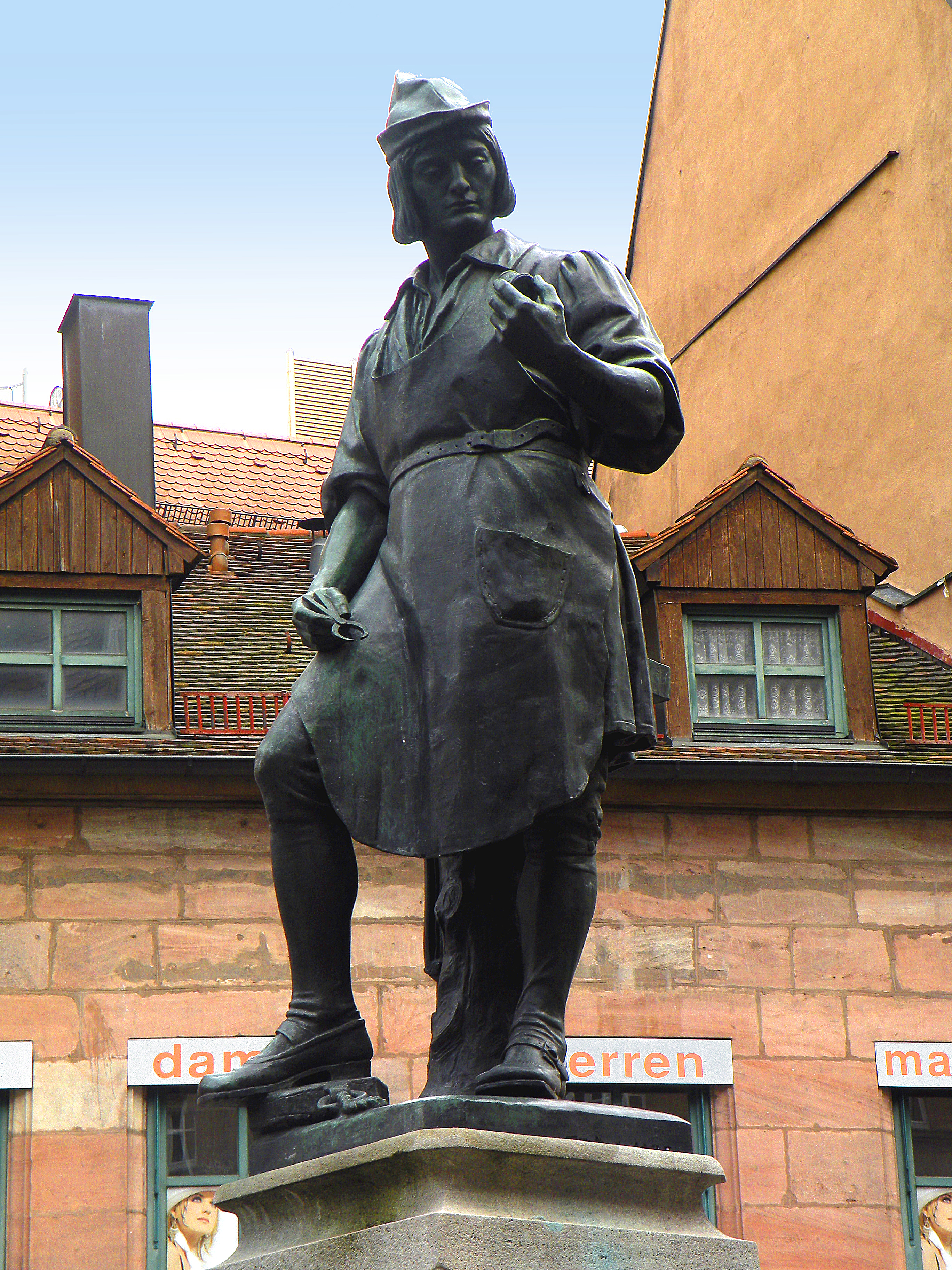
Петер Хенляйн
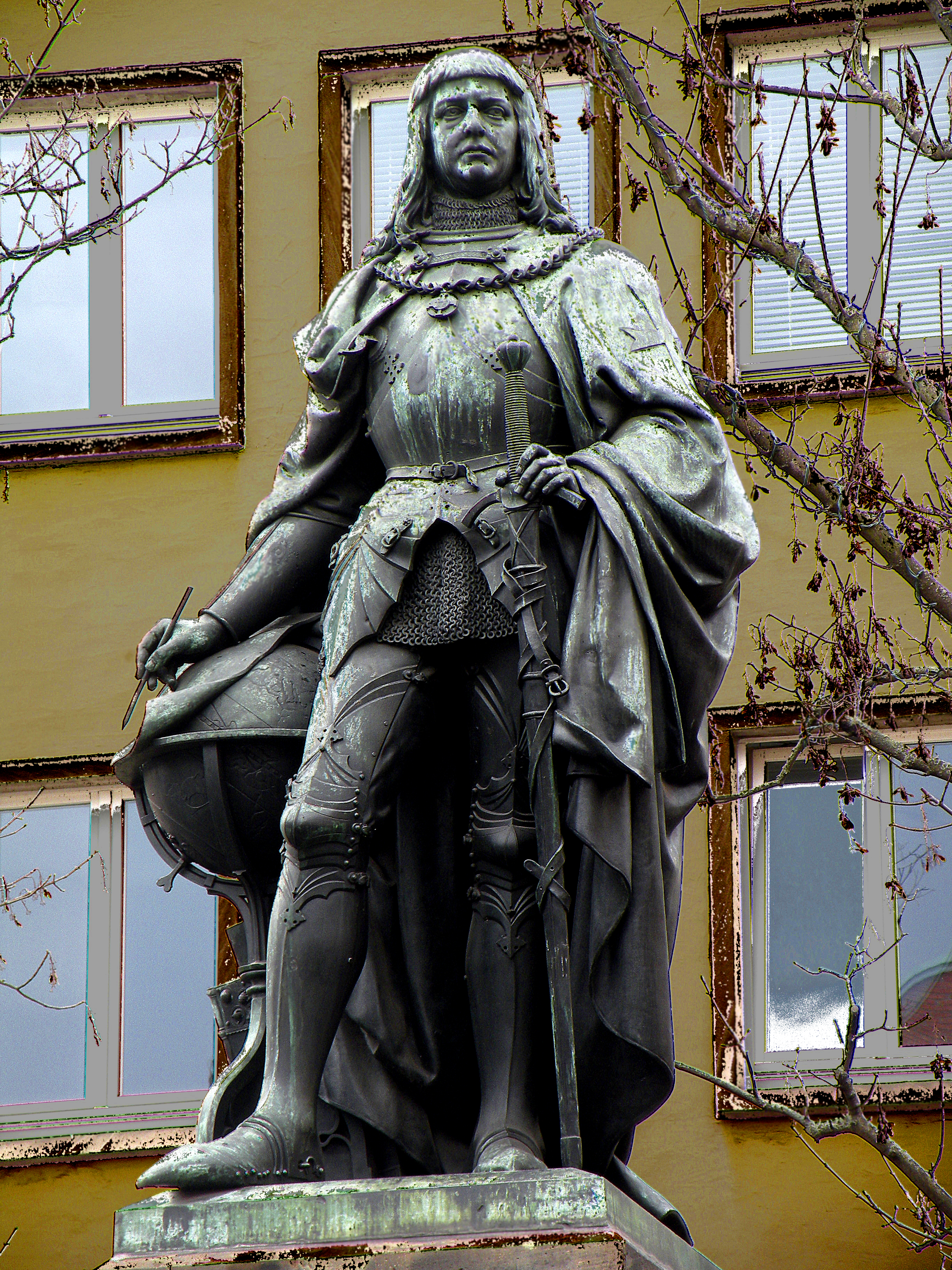
Мартин Бехайм
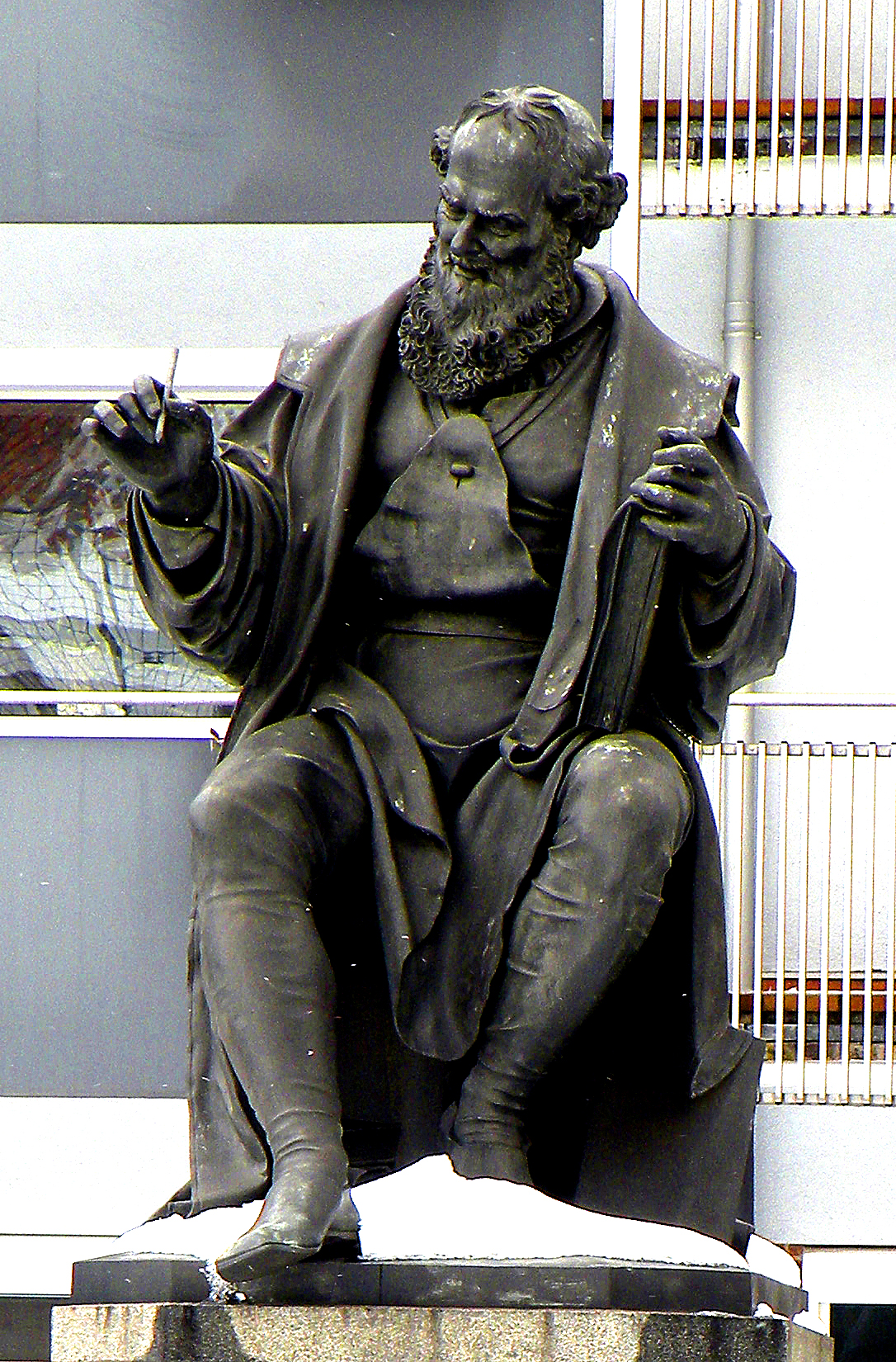
Ханс Сакс
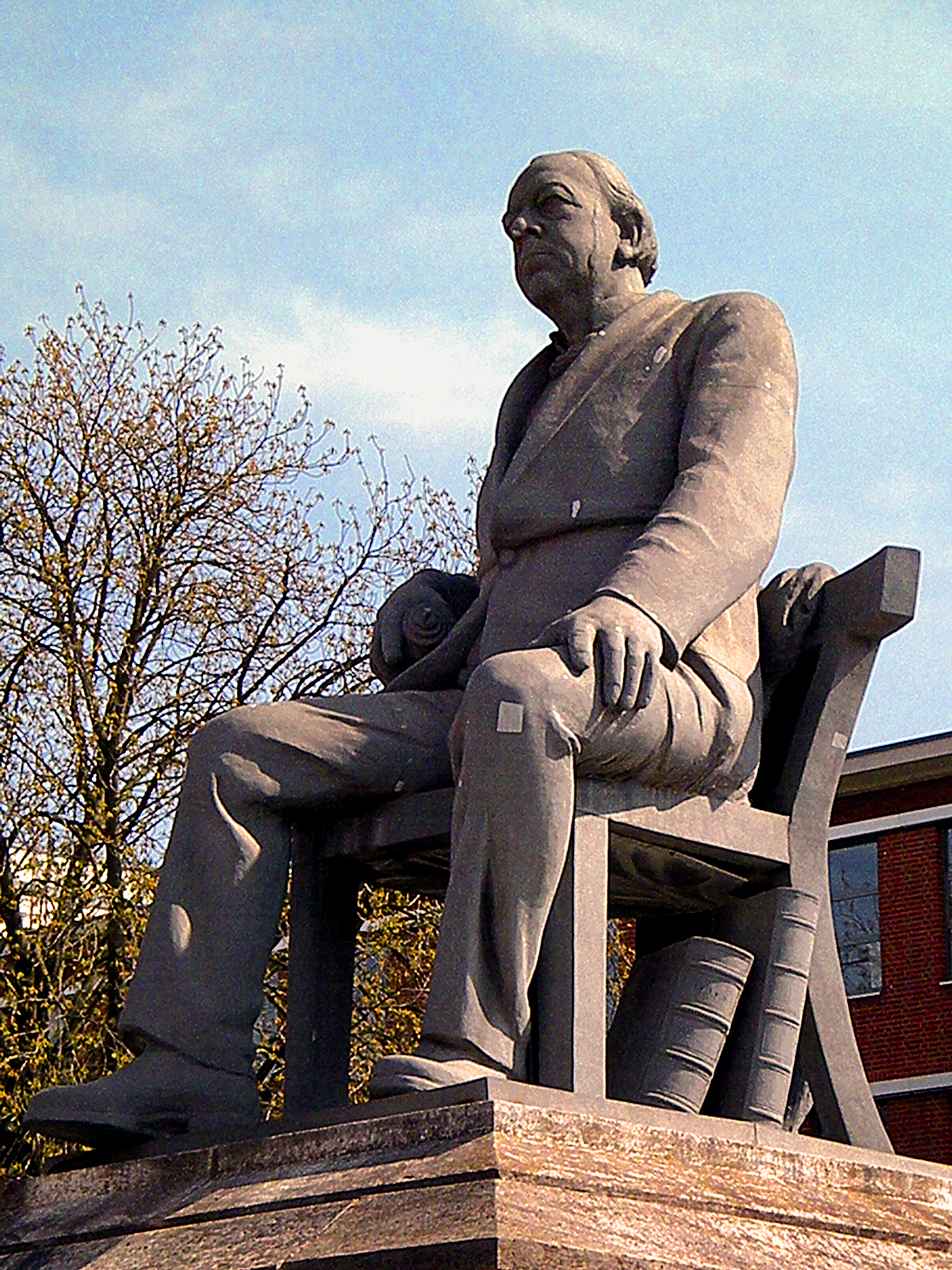
Крамер-Клетт
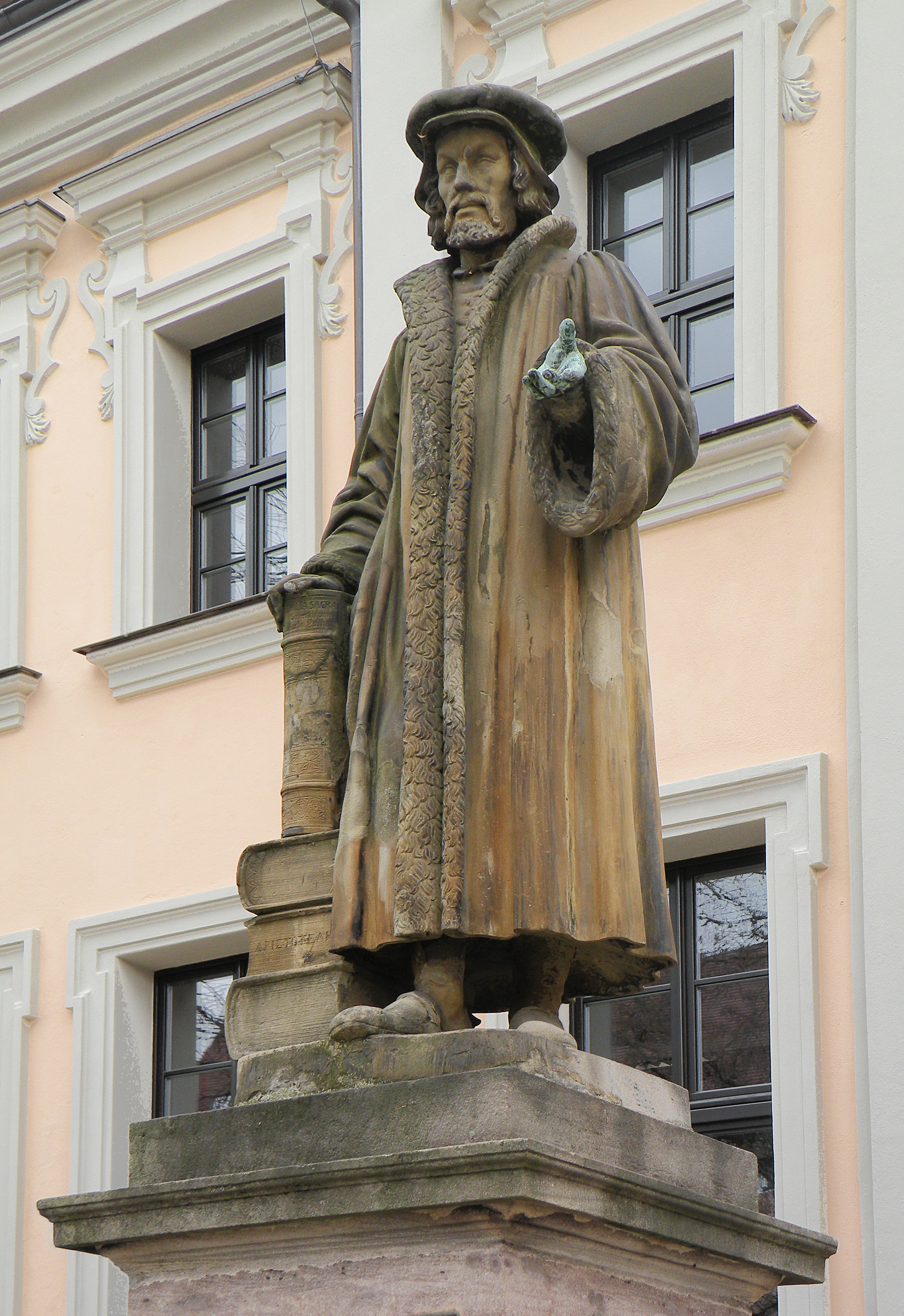
Филипп Меланхтон
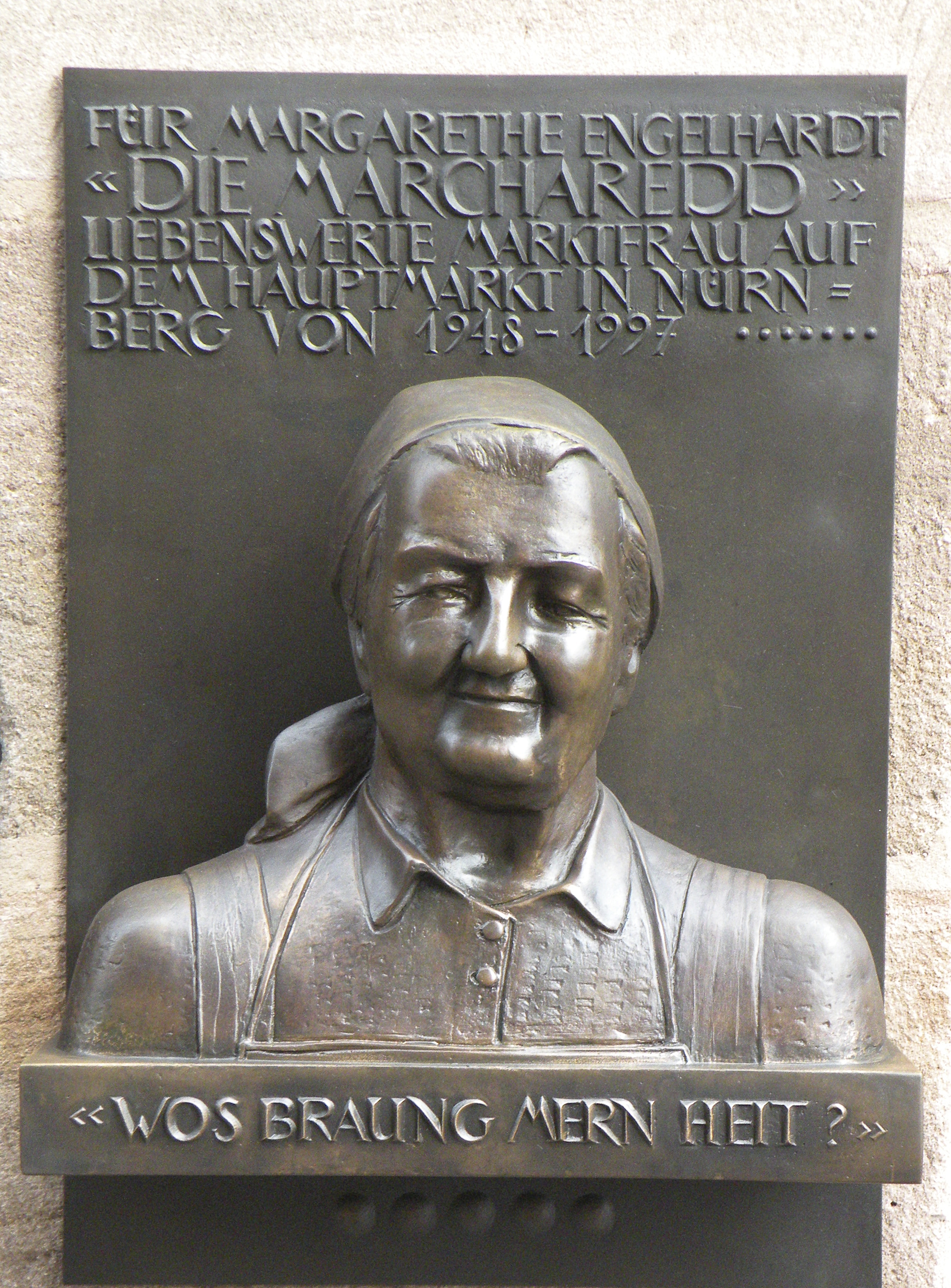
Памятник торговке с центрального рынка, проработавшей на нём полвека, поставили благодарные жители города

## Транспорт

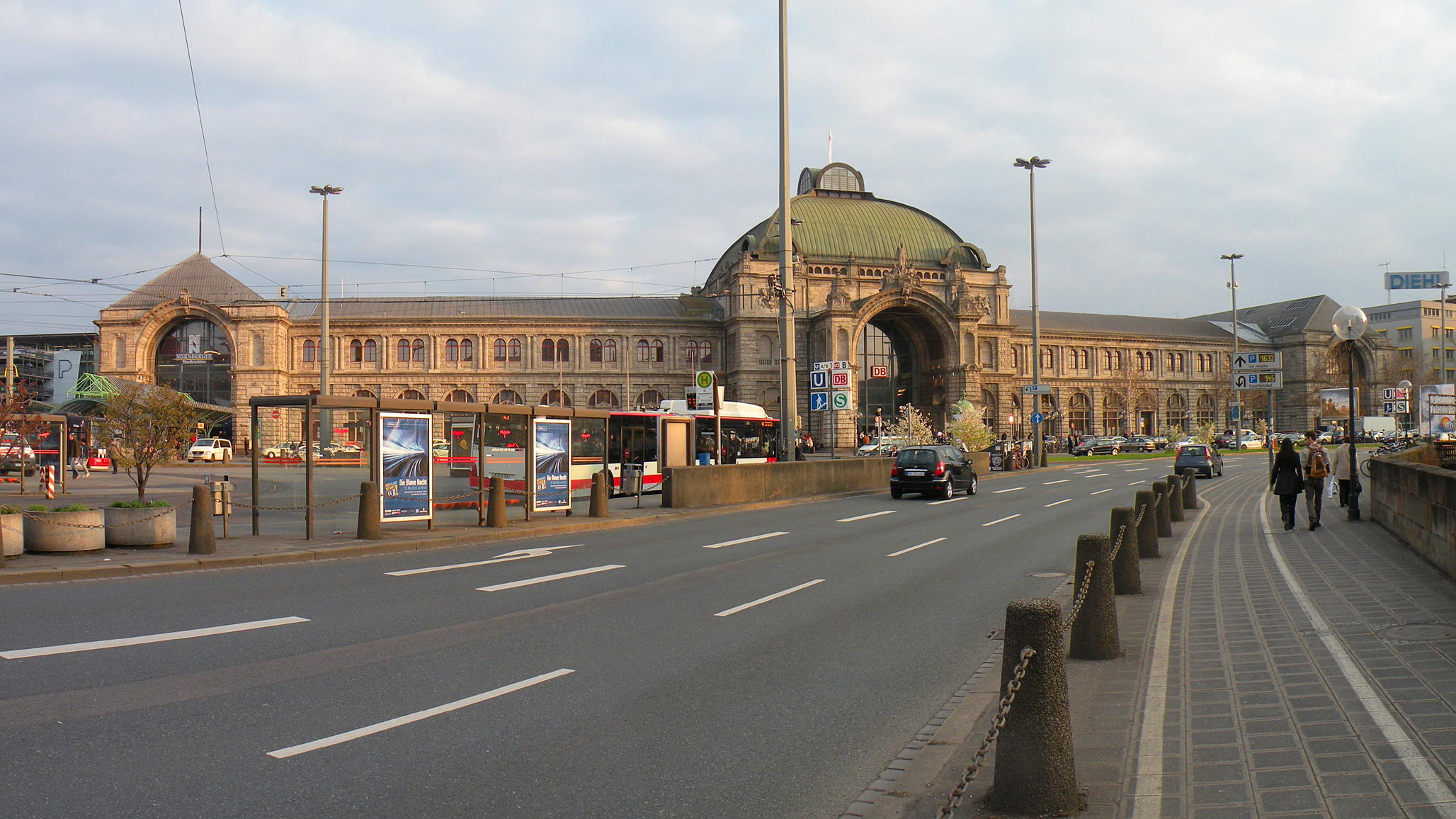
Центральный вокзал города

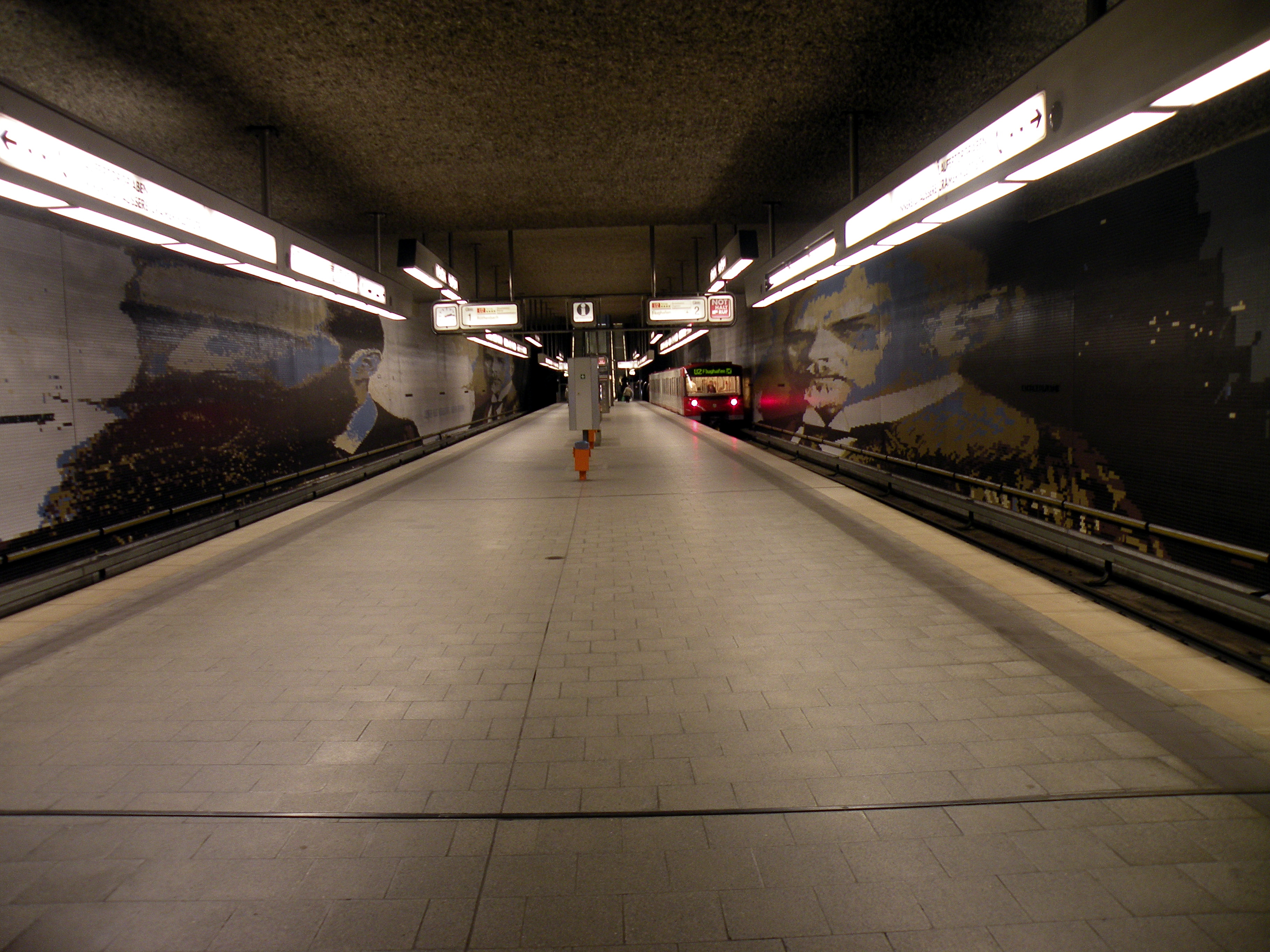
Станция метро «Ратенауплац» с изображениями Герцля и Ратенау

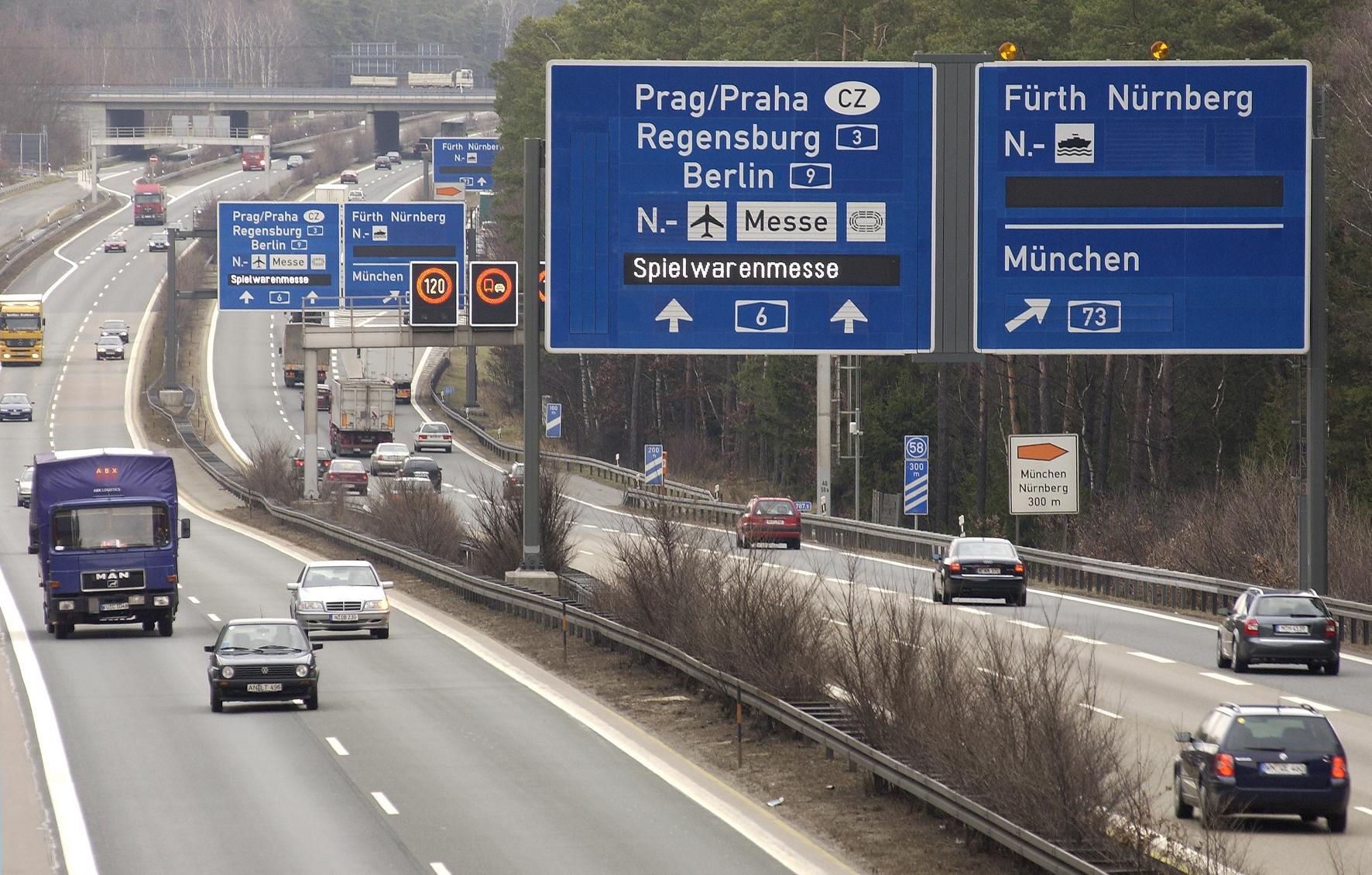
В Нюрнберге находится крупнейшее в Европе табло переменной информации

Основу общественного транспорта в Нюрнберге составляет нюрнбергский метрополитен (14 июня 2008 года была введена в строй третья линия метрополитена, поезда которой ходят без машиниста) и нюрнбергская городская электричка — S-Bahn. Также очень большую роль играют трамваи и автобусы, находящиеся в ведении одной компании, что позволяет оперативно заменять трамвай автобусом в случае аварии. В городе есть 5 маршрутов трамваев (номера: 4, 5, 6, 8 и 9).
Нюрнберг является крупным узлом железных и автомобильных дорог. Рядом с ним пересекаются несколько автобанов (A3, A6, A9 и A73) и линий Intercity-Express. Также в Нюрнберге есть международный аэропорт. На канале Майн — Дунай расположен речной порт. Через Нюрнберг вдоль реки Пегниц проходит отрезок паневропейской велосипедной магистрали (общая протяжённость 1500 км) Париж-Прага.
В Нюрнберге располагалась одна из железнодорожных дирекций Deutsche Bahn. По уровню путевого развития Нюрнбергский железнодорожный вокзал считается самым крупным в Европе среди транзитных железнодорожных станций. Кроме того, здесь есть музей транспорта.

## Экономика
Исторически город славился своими часами-яйцами, пряниками и жареными колбасками. Именно в нём в 1578 году началось промышленное производство игрушечных оловянных солдатиков.
В Нюрнберге расположены крупные предприятия компаний MAN и Siemens; здесь находятся штаб-квартиры многих компаний, в том числе портала для бронирования отелей hotel.de, завод и штаб-квартира фармацевтической компании Bionorica SE, аутсорсинговой фирмы Sellbytel Group, производителя мотоциклов Zündapp, силовой электроники Semikron, кабелей и проводки Leoni AG и игрушечных железных дорог Lehmann-Gross-Bahn и Fleischmann; здесь же проходит крупнейшая в мире выставка игрушек Spielwarenmesse International Toyfairn Nürnberg.

## Климат
| Показатель                    | Янв.  | Фев.  | Март | Апр.  | Май  | Июнь | Июль | Авг. | Сен. | Окт. | Нояб. | Дек.  | Год  |
| ----------------------------- | ----- | ----- | ---- | ----- | ---- | ---- | ---- | ---- | ---- | ---- | ----- | ----- | ---- |
| Абсолютный максимум, °C       | 10,6  | 12,9  | 18,0 | 23,5  | 29,9 | 33,6 | 36,9 | 39,3 | 31,0 | 25,2 | 20,3  | 16,2  | 40   |
| Средний суточный максимум, °C | 1,9   | 4,1   | 8,6  | 13,5  | 18,6 | 21,8 | 23,7 | 23,2 | 19,6 | 14,0 | 7,0   | 3,1   | 13,3 |
| Средняя температура, °C       | −0,8  | 0,5   | 3,9  | 8,2   | 13,2 | 16,6 | 18,3 | 17,6 | 14,0 | 9,0  | 3,9   | 0,6   | 8,8  |
| Средний суточный минимум, °C  | −3,8  | −3,1  | −0,4 | 2,8   | 7,4  | 10,7 | 12,4 | 12,1 | 8,9  | 4,8  | 0,8   | −2,3  | 4,2  |
| Абсолютный минимум, °C        | −27,5 | −22,1 | −18  | −11,4 | −5,6 | −1,4 | 0,3  | −0,6 | −4,1 | −4,6 | −9,9  | −30,1 | −30  |
| Норма осадков, мм             | 45    | 39    | 46   | 48    | 64   | 75   | 69   | 67   | 51   | 45   | 44    | 52    | 645  |
| Источник: World Climate       |       |       |      |       |      |      |      |      |      |      |       |       |      |

## Знаменитые уроженцы
- Вацлав IV Люксембургский (1361—1419) — король Германии (1376—1400), король Чехии (1378—1419).
- Сигизмунд I Люксембургский (1368—1437) — король Германии (1410—1437), император Священной Римской империи (1433—1437).
- Фридрих I Гогенцоллерн (1371—1440) — курфюрст Бранденбурга (1415—1440).
- Ганс Розенблют (1400—1460) — немецкий поэт, драматург и гербовед.
- Конрад Пауман (1415—1473) — немецкий композитор и музыкант-органист.
- Михаэль Вольгемут (1434—1519) — немецкий живописец, гравёр и резчик по дереву.
- Ганс Фольц (1435—1513) — немецкий мейстерзингер, поэт, драматург и врач еврейского происхождения.
- Хартман Шедель (1440—1514) — немецкий медик, историк-гуманист и картограф, автор «Нюрнбергской хроники» (1493).
- Антон Кобергер (1440—1513) — немецкий печатник и книготорговец, издатель инкунабул.
- Фейт Штос (1447—1533) — немецкий скульптор и резчик по дереву.
- Адам Крафт (1455—1509) — немецкий скульптор и архитектор эпохи поздней готики.
- Петер Фишер Старший (1455—1529) — немецкий скульптор, литейщик, мастер художественной обработки металла.
- Альбрехт Дюрер (1471—1528) — немецкий живописец, гравёр и график, один из мастеров западноевропейского Ренессанса.
- Петер Хенляйн (1479—1542) — немецкий часовых дел мастер и специалист по замкам.
- Ханс Шойфелин (1480—1540) — немецкий живописец, гравёр и иллюстратор кнги.
- Ганс Сакс (1494—1576) — немецкий поэт, мейстерзингер и драматург эпохи Реформации.
- Себальд Хейден (1499—1561) — немецкий композитор и теоретик музыки.
- Августин Хиршфогель (1503—1553) — немецкий художник, гравёр, картограф и землемер.
- Иоахим Камерарий Младший (1534—1598) — немецкий медик, ботаник и гуманист.
- Ганс Фальк (? —1653) — пушечный и колокольный мастер, работавший в Москве при царе Михаиле Романове.
- Иоганн Пахельбель (1653—1706) — немецкий композитор и музыкант-органист.
- Фридрих Зигмунд Меркель (1845—1919) — немецкий врач-анатом, патолог, гистолог и физиолог.
- Фридрих Кресс фон Крессенштейн (1870—1948) — германский военный деятель, генерал.
- Эрнст фон Райхенбах (1870—1952) — немецкий учёный-палеонтолог.
- Карл Хольц (1895—1945) — государственный деятель Третьего Рейха, гауляйтер Франконии (1942—1945).
- Хуго Дистлер (1908—1942) — немецкий композитор и музыкант-органист.
- Макс Грундиг (1908—1989) — западногерманский предприниматель, основатель концерна радиоэлектроники «Grundig».
- Вольфганг Прайс (1910—2002) — немецкий актёр театра, кино и телевидения.
- Кэти Гарретсон (род. 15 мая 1963) — американский режиссёр и продюсер.
- Максимилиан Мюллер (род. 11 июля 1987) — немецкий спортсмен, хоккеист на траве, капитан сборной Германии.

## Культурные учреждения
- На горе Рехенберг функционирует астрономическая обсерватория.
- В городе расположены некоторые факультеты университета Нюрнберга — Эрлангена.
- Государственный театр Нюрнберга
- Нюрнбергский филармонический оркестр

## Города-побратимы
- Анталья (тур. Antalya), Турция
- Атланта (англ. Atlanta), Джорджия, США
- Венеция (итал. Venezia), Италия
- Гера (нем. Gera), Германия
- Глазго (англ. Glasgow, гэльск. Glaschu), Великобритания
- Кавала (греч. Καβάλα, англ. Kavala), Греция
- Краков (пол. Kraków), Польша
- Ницца (фр. Nice), Франция
- Прага (чеш. Praha), Чехия
- Сан-Карлос (исп. San Carlos), Никарагуа
- Скопье (макед. Скопје), Северная Македония
- Хадера (ивр. חֲדֵרָה‎, араб. الخضيرة‎), Израиль
- Харьков (укр. Харків), Украина
- Шэньчжэнь (кит. упр. 深圳, пиньинь Shēnzhèn), Китай